# Lista campionilor mondiali la box, IBF

## Categoria grea
| Nume                                             | Data               | Locație | Apărări | Zile |
| ------------------------------------------------ | ------------------ | --- | --- | --- |
| Larry Holmes                                     | 11 decembrie 1983  | Las Vegas, Nevada | 3 | 650 |
| Michael Spinks                                   | 21 septembrie 1985 | Las Vegas, Nevada | 2 | 516 |
| Titlu deposedat                                  | 19 februarie 1987  | IBF l-a deposedat de titlu pe Spinks. Ultima lui apărare reușită a fost împotriva lui Steffen Tangstad, la 6 septembrie 1986, în Las Vegas, Nevada. | IBF l-a deposedat de titlu pe Spinks. Ultima lui apărare reușită a fost împotriva lui Steffen Tangstad, la 6 septembrie 1986, în Las Vegas, Nevada. | IBF l-a deposedat de titlu pe Spinks. Ultima lui apărare reușită a fost împotriva lui Steffen Tangstad, la 6 septembrie 1986, în Las Vegas, Nevada. |
| Tony Tucker l-a învins pe James „Buster” Douglas | 30 mai 1987        | Las Vegas, Nevada | 0 | 63 |
| Mike Tyson                                       | 1 august 1987      | Las Vegas, Nevada | 6 | 925 |
| James „Buster” Douglas                           | 11 februarie 1990  | Tokyo, Japonia | 0 | 256 |
| Evander Holyfield                                | 25 octombrie 1990  | Las Vegas, Nevada | 3 | 750 |
| Riddick Bowe                                     | 13 noiembrie 1992  | Las Vegas, Nevada | 1 | 358 |
| Evander Holyfield (2)                            | 6 noiembrie 1993   | Las Vegas, Nevada | 0 | 167 |
| Michael Moorer                                   | 22 aprilie 1994    | Las Vegas, Nevada | 0 | 197 |
| George Foreman                                   | 5 noiembrie 1994   | Las Vegas, Nevada | 1 | 235 |
| Titlu deposedat                                  | 28 iunie 1995      | Foreman a fost deposedat de titlu de către IBF pentru refuzul său de a-i acorda revanșa lui Axel Schulz, pe care l-a învins în singura sa apărare de succes pe 22 aprilie 1995 în Las Vegas, Nevada. | Foreman a fost deposedat de titlu de către IBF pentru refuzul său de a-i acorda revanșa lui Axel Schulz, pe care l-a învins în singura sa apărare de succes pe 22 aprilie 1995 în Las Vegas, Nevada. | Foreman a fost deposedat de titlu de către IBF pentru refuzul său de a-i acorda revanșa lui Axel Schulz, pe care l-a învins în singura sa apărare de succes pe 22 aprilie 1995 în Las Vegas, Nevada. |
| Michael Moorer (2) l-a învins pe Axel Schulz     | 22 iunie 1996      | Dortmund, Germania | 2 | 504 |
| Evander Holyfield (3)                            | 8 noiembrie 1997   | Las Vegas, Nevada | 2 | 735 |
| Lennox Lewis                                     | 13 noiembrie 1999  | Las Vegas, Nevada | 3 | 526 |
| Hasim Rahman                                     | 22 aprilie 2001    | Brakpan, Africa de Sud | 0 | 209 |
| Lennox Lewis (2)                                 | 17 noiembrie 2001  | Las Vegas, Nevada | 1 | 292 |
| Titlu vacant                                     | 5 septembrie 2002  | Lewis a renunțat la titlul IBF după ce a fost plătit 1 milion de dolari de promotorul Don King pentru a face acest lucru, deoarece King a dorit să promoveze o luptă între Chris Byrd și Evander Holyfield pentru titlul vacant. Singura apărare reușită a lui Lewis a fost împotriva lui Mike Tyson pe 8 iunie 2002, în Memphis, Tennessee. | Lewis a renunțat la titlul IBF după ce a fost plătit 1 milion de dolari de promotorul Don King pentru a face acest lucru, deoarece King a dorit să promoveze o luptă între Chris Byrd și Evander Holyfield pentru titlul vacant. Singura apărare reușită a lui Lewis a fost împotriva lui Mike Tyson pe 8 iunie 2002, în Memphis, Tennessee. | Lewis a renunțat la titlul IBF după ce a fost plătit 1 milion de dolari de promotorul Don King pentru a face acest lucru, deoarece King a dorit să promoveze o luptă între Chris Byrd și Evander Holyfield pentru titlul vacant. Singura apărare reușită a lui Lewis a fost împotriva lui Mike Tyson pe 8 iunie 2002, în Memphis, Tennessee. |
| Chris Byrd l-a învins pe Evander Holyfield       | 14 decembrie 2002  | Atlantic City, New Jersey | 4 | 1225 |
| Wladimir Klitschko                               | 22 aprilie 2006    | Mannheim, Germania | 18 | 3507 |
| Tyson Fury                                       | 28 noiembrie 2015  | Düsseldorf, Germania | 0 | 10 |
| Titlu deposedat                                  | 8 decembrie 2015   | Fury a fost deposedat de titlu de către IBF pentru că nu a fost de acord să lupte cu challengerul Vyacheslav Glazkov, din cauza acordului pentru revanșă cu Klitschko. | Fury a fost deposedat de titlu de către IBF pentru că nu a fost de acord să lupte cu challengerul Vyacheslav Glazkov, din cauza acordului pentru revanșă cu Klitschko. | Fury a fost deposedat de titlu de către IBF pentru că nu a fost de acord să lupte cu challengerul Vyacheslav Glazkov, din cauza acordului pentru revanșă cu Klitschko. |
| Charles Martin l-a învins pe Vyacheslav Glazkov  | 16 ianuarie 2016   | Brooklyn, New York | 0 | 84 |
| Anthony Joshua                                   | 9 aprilie 2016     | London, Marea Britanie | 5 | 3272 |

## Categoria cruiser
| Nume                                                    | Data                | Locație | Apărări | Zile |
| ------------------------------------------------------- | ------------------- | --- | --- | --- |
| Marvin Camel l-a învins pe Roddy MacDonald              | Decembrie 13, 1983  | Halifax, Nova Scotia, Canada | 0 | 298 |
| Lee Roy Murphy                                          | Octombrie 6, 1984   | Billings, Montana | 3 | 749 |
| Rickey Parkey                                           | Octombrie 25, 1986  | Marsala, Italia | 1 | 202 |
| Evander Holyfield                                       | Mai 15, 1987        | Las Vegas, Nevada | 3 | 230 |
| Titlu vacant                                            | 1988                | Holyfield a eliberat titlul pentru a urca la categoria grea. Ultima lui apărare a fost împotriva lui Carlos de León la 9 aprilie 1988 în Las Vegas, Nevada. | Holyfield a eliberat titlul pentru a urca la categoria grea. Ultima lui apărare a fost împotriva lui Carlos de León la 9 aprilie 1988 în Las Vegas, Nevada. | Holyfield a eliberat titlul pentru a urca la categoria grea. Ultima lui apărare a fost împotriva lui Carlos de León la 9 aprilie 1988 în Las Vegas, Nevada. |
| Glenn McCrory l-a învins pe Patrick Lumumba             | Iunie 3, 1989       | Stanley, Marea Britanie | 1 | 292 |
| Jeff Lampkin                                            | Martie 22, 1990     | Gateshead, Marea Britanie | 1 | 534 |
| James Warring l-a învins pe James Pritchard             | Septembrie 7, 1991  | Salemi, Italia | 2 | 327 |
| Al Cole                                                 | Iulie 30, 1992      | Stanhope, New Jersey | 5 | 1492 |
| Adolpho Washington l-a învins pe Torsten May            | 31 august 1996      | Palma de Mallorca, Spania | 0 | 295 |
| Uriah Grant                                             | Iunie 21, 1997      | Tampa, Florida | 0 | 140 |
| Imamu Mayfield                                          | Noiembrie 8, 1997   | Las Vegas, Nevada | 1 | 356 |
| Arthur Williams                                         | Octombrie 30, 1998  | Biloxi, Mississippi | 0 | 218 |
| Vassiliy Jirov                                          | Iunie 5, 1999       | Biloxi, Mississippi | 6 | 1421 |
| James Toney                                             | Aprilie 26, 2003    | Mashantucket, Connecticut | 0 | |
| Titlu vacant                                            |                     | Toney a eliberat titlul pentru a urca la categoria grea sa lupte cu Evander Holyfield.                                                                      | Toney a eliberat titlul pentru a urca la categoria grea sa lupte cu Evander Holyfield.                                                                      | Toney a eliberat titlul pentru a urca la categoria grea sa lupte cu Evander Holyfield.                                                                      |
| Kelvin Davis l-a învins pe Ezra Sellers                 | Mai 1, 2004         | Miami, Florida | 0 | 244 |
| Titlu vacant                                            | 2004–2005           | | | |
| O'Neil Bell l-a învins pe Dale Brown                    | Mai 20, 2005        | Hollywood, Florida | 2 | 315 |
| Titlu vacant                                            | Martie 31, 2006     | Ultima apărare a lui Bell a fost împotriva lui Jean-Marc Mormeck la 7 ianuarie 2006, la New York City, New York.                                            | Ultima apărare a lui Bell a fost împotriva lui Jean-Marc Mormeck la 7 ianuarie 2006, la New York City, New York.                                            | Ultima apărare a lui Bell a fost împotriva lui Jean-Marc Mormeck la 7 ianuarie 2006, la New York City, New York.                                            |
| Krzysztof Włodarczyk l-a învins pe Steve Cunningham     | Noiembrie 25, 2006  | Varșovia, Polonia | 0 | 182 |
| Steve Cunningham                                        | Mai 26, 2007        | Varșovia, Polonia | 0 | 565 |
| Tomasz Adamek                                           | Decembrie 11, 2008  | Newark, New Jersey | 2 | 311 |
| Titlu vacant                                            | Octombrie 18, 2009  | Adamek vacated the title to move up to Heavyweight | Adamek vacated the title to move up to Heavyweight | Adamek vacated the title to move up to Heavyweight |
| Steve Cunningham l-a învins pe Troy Ross                | Iunie 5, 2010       | Neubrandenburg, Germania | 1 | 514 |
| Yoan Pablo Hernandez                                    | Octombrie 1, 2011   | Neubrandenburg, Germania | 4 | 1451 |
| Titlu desprins                                          | Septembrie 21, 2015 | Hernández și-a anulat lupta de apărare împotriva lui Víctor Ramírez din cauza unei accidentări și a fost desprins de titlu pentru inactivitate.             | Hernández și-a anulat lupta de apărare împotriva lui Víctor Ramírez din cauza unei accidentări și a fost desprins de titlu pentru inactivitate.             | Hernández și-a anulat lupta de apărare împotriva lui Víctor Ramírez din cauza unei accidentări și a fost desprins de titlu pentru inactivitate.             |
| Víctor Ramírez Interim champ promoted d. Ovill McKenzie | Septembrie 21, 2015 | N/A | 1 | 243 |
| Denis Lebedev                                           | Mai 21, 2016        | Moscova, Rusia | 0 | 196 |
| Murat Gassiev                                           | Decembrie 3, 2016   | Moscova, Rusia | 2 | 3034 |

## Categoria semigrea
| Nume                                                | Data                | Locație | Apărări | Zile |
| --------------------------------------------------- | ------------------- | --- | --- | --- |
| Michael Spinks l-a învins pe Eddie Davis            | Februarie 25, 1984  | Atlantic City, New Jersey | 2 | 310 |
| Titlu vacant                                        | 1985                | Ultima apărare reușită a lui Spinks a fost împotriva lui Jim McDonald, la 6 iunie 1985, în Las Vegas, Nevada.                                                      | Ultima apărare reușită a lui Spinks a fost împotriva lui Jim McDonald, la 6 iunie 1985, în Las Vegas, Nevada.                                                      | Ultima apărare reușită a lui Spinks a fost împotriva lui Jim McDonald, la 6 iunie 1985, în Las Vegas, Nevada.                                                      |
| Slobodan Kačar l-a învins pe Eddie Mustafa Muhammad | Decembrie 21, 1985  | Pesaro, Italia | 0 | 259 |
| Bobby Czyz                                          | Septembrie 6, 1986  | Las Vegas, Nevada | 3 | 418 |
| Charles Williams                                    | Octombrie 29, 1987  | Las Vegas, Nevada | 8 | 1969 |
| Henry Maske                                         | Martie 20, 1993     | Düsseldorf, Germania | 10 | 1344 |
| Virgil Hill                                         | Noiembrie 23, 1996  | München, Germania | 0 | 202 |
| Dariusz Michalczewski                               | Iunie 13, 1997      | Oberhausen, Germania | 0 | 3 |
| Titlu vacant                                        | Iunie 16, 1997      | | | |
| William Guthrie l-a învins pe Darrin Allen          | Iulie 19, 1997      | Indio, California | 0 | 202 |
| Reggie Johnson                                      | Februarie 6, 1998   | Uncasville, Connecticut | 2 | 484 |
| Roy Jones Jr.                                       | Iunie 5, 1999       | Biloxi, Mississippi | 7 | 1305 |
| Titlu vacant                                        | 2003                | Jones a eliberat titlul pentru a urca la categoria grea. Ultima lui apărare reușită a fost împotriva lui Clinton Woods, la 7 septembrie 2002, în Portland, Oregon. | Jones a eliberat titlul pentru a urca la categoria grea. Ultima lui apărare reușită a fost împotriva lui Clinton Woods, la 7 septembrie 2002, în Portland, Oregon. | Jones a eliberat titlul pentru a urca la categoria grea. Ultima lui apărare reușită a fost împotriva lui Clinton Woods, la 7 septembrie 2002, în Portland, Oregon. |
| Antonio Tarver l-a învins pe Montell Griffin        | Aprilie 26, 2003    | Mashantucket, Connecticut | 0 | 196 |
| Titlu vacant                                        | Noiembrie 8, 2003   | Tarver, care a deținut și titlul WBC, a fost desprins de titlul IBF după ce a pierdut titlul WBC cu Roy Jones Jr. în Las Vegas, Nevada.                            | Tarver, care a deținut și titlul WBC, a fost desprins de titlul IBF după ce a pierdut titlul WBC cu Roy Jones Jr. în Las Vegas, Nevada.                            | Tarver, care a deținut și titlul WBC, a fost desprins de titlul IBF după ce a pierdut titlul WBC cu Roy Jones Jr. în Las Vegas, Nevada.                            |
| Glen Johnson l-a învins pe Clinton Woods            | Februarie 6, 2004   | Sheffield, Marea Britanie | 1 | 298 |
| Titlu vacant                                        | Decembrie 2004      | Johnson's only defense was against Roy Jones Jr. on Septembrie 25, 2004 in Memphis, Tennessee.                                                                     | Johnson's only defense was against Roy Jones Jr. on Septembrie 25, 2004 in Memphis, Tennessee.                                                                     | Johnson's only defense was against Roy Jones Jr. on Septembrie 25, 2004 in Memphis, Tennessee.                                                                     |
| Clinton Woods l-a învins pe Rico Hoye               | Martie 4, 2005      | Rotherham, Marea Britanie | 4 | 1135 |
| Antonio Tarver                                      | Aprilie 12, 2008    | Tampa, Florida | 0 | 182 |
| Chad Dawson                                         | Octombrie 11, 2008  | Las Vegas, Nevada | 1 | 229 |
| Titlu vacant                                        | Mai 27, 2009        | Dawson a eliberat titlul pentru a negocia o luptă cu boxerul Glen Johnson.                                                                                         | Dawson a eliberat titlul pentru a negocia o luptă cu boxerul Glen Johnson.                                                                                         | Dawson a eliberat titlul pentru a negocia o luptă cu boxerul Glen Johnson.                                                                                         |
| Tavoris Cloud l-a învins pe Clinton Woods           | 28 august 2009      | Hollywood, Florida | 4 | 1289 |
| Bernard Hopkins                                     | Martie 9, 2013      | New York City, New York | 2 | 609 |
| Sergey Kovalev                                      | Noiembrie 8, 2014   | Atlantic City, New Jersey | 4 | 742 |
| Andre Ward                                          | Noiembrie 19, 2016  | Las Vegas, Nevada | 1 | 306 |
| Titlu vacant                                        | Septembrie 21, 2017 | Ward și-a anunțat retragerea. Ultima apărare reușită a fost împotriva lui Serghei Kovalev la 6 iunie 2017 în Las Vegas, Nevada.                                    | Ward și-a anunțat retragerea. Ultima apărare reușită a fost împotriva lui Serghei Kovalev la 6 iunie 2017 în Las Vegas, Nevada.                                    | Ward și-a anunțat retragerea. Ultima apărare reușită a fost împotriva lui Serghei Kovalev la 6 iunie 2017 în Las Vegas, Nevada.                                    |
| Artur Beterbiev l-a învins pe Enrico Kölling        | 11 noiembrie 2017   | Fresno, California | 0 | 2691 |

## Categoria super-mijlocie
| Nume                                                | Data               | Locație | Apărări | Zile |
| --------------------------------------------------- | ------------------ | --- | --- | --- |
| Murray Sutherland l-a învins pe Ernie Singletary    | Martie 28, 1984    | Atlantic City, New Jersey | 0 | 116 |
| Chong-Pal Park                                      | Iulie 22, 1984     | Seoul, Coreea de Sud | 8 | 1232 |
| Titlu vacant                                        | Decembrie 6, 1987  | Park eliberează titlul în Busan, Coreea de Sud înainte de a lupta cu Jesús Gallardo pentru campionatul vacant WBA la Super Middleweight, o luptă pe care a câștigat-o. Ultima sa apărare a titlului IBF a fost împotriva lui Emmanuel Otti la 26 iulie 1987 în Gwangju, Coreea de Sud. | Park eliberează titlul în Busan, Coreea de Sud înainte de a lupta cu Jesús Gallardo pentru campionatul vacant WBA la Super Middleweight, o luptă pe care a câștigat-o. Ultima sa apărare a titlului IBF a fost împotriva lui Emmanuel Otti la 26 iulie 1987 în Gwangju, Coreea de Sud. | Park eliberează titlul în Busan, Coreea de Sud înainte de a lupta cu Jesús Gallardo pentru campionatul vacant WBA la Super Middleweight, o luptă pe care a câștigat-o. Ultima sa apărare a titlului IBF a fost împotriva lui Emmanuel Otti la 26 iulie 1987 în Gwangju, Coreea de Sud. |
| Graciano Rocchigiani l-a învins pe Vincent Boulware | Martie 11, 1988    | Düsseldorf, Germania | 3 | 295 |
| Titlu vacant                                        | 1989               | Rocchigiani eliberează titlul pentru a urca la categoria semigrea. Ultima lui apărare a fost împotriva lui Thulani Malinga, la 27 ianuarie 1989, la Berlin, Germania. | Rocchigiani eliberează titlul pentru a urca la categoria semigrea. Ultima lui apărare a fost împotriva lui Thulani Malinga, la 27 ianuarie 1989, la Berlin, Germania. | Rocchigiani eliberează titlul pentru a urca la categoria semigrea. Ultima lui apărare a fost împotriva lui Thulani Malinga, la 27 ianuarie 1989, la Berlin, Germania. |
| Lindell Holmes l-a învins pe Frank Tate             | Ianuarie 27, 1990  | New Orleans, Louisiana | 3 | 476 |
| Darrin Van Horn                                     | Mai 18, 1991       | Verbania, Italia | 1 | 237 |
| Iran Barkley                                        | Ianuarie 10, 1992  | New York City, New York | 0 | 400 |
| James Toney                                         | Februarie 13, 1993 | Las Vegas, Nevada | 3 | 643 |
| Roy Jones Jr.                                       | Noiembrie 18, 1994 | Las Vegas, Nevada | 5 | 408 |
| Titlu vacant                                        | 1996–1997          | | | |
| Charles Brewer                                      | Iunie 21, 1997     | Tampa, Florida | 3 | 490 |
| Sven Ottke                                          | Octombrie 24, 1998 | Düsseldorf, Germania | 21 | 1981 |
| Titlu vacant                                        | Martie 27, 2004    | Ottke și-a anunțat retragerea imediat după ultima apărare, împotriva lui Armand Krajnc în Magdeburg, Germania. | Ottke și-a anunțat retragerea imediat după ultima apărare, împotriva lui Armand Krajnc în Magdeburg, Germania. | Ottke și-a anunțat retragerea imediat după ultima apărare, împotriva lui Armand Krajnc în Magdeburg, Germania. |
| Jeff Lacy l-a învins pe Syd Vanderpool              | Octombrie 2, 2004  | Las Vegas, Nevada | 4 | 518 |
| Joe Calzaghe                                        | Martie 4, 2006     | Manchester, Marea Britanie | 1 | 268 |
| Titlu desprins                                      | Noiembrie 27, 2006 | Calzaghe a refuzat o apărare obligatorie (v. Challenger obligatoriu Robert Stieglitz), preferând să se lupte cu "Contender" pe locul doi, Peter Manfredo Jr.. | Calzaghe a refuzat o apărare obligatorie (v. Challenger obligatoriu Robert Stieglitz), preferând să se lupte cu "Contender" pe locul doi, Peter Manfredo Jr.. | Calzaghe a refuzat o apărare obligatorie (v. Challenger obligatoriu Robert Stieglitz), preferând să se lupte cu "Contender" pe locul doi, Peter Manfredo Jr.. |
| Alejandro Berrio l-a învins pe Robert Stieglitz     | Martie 3, 2007     | Rostock, Germania | 0 | 230 |
| Lucian Bute                                         | Octombrie 19, 2007 | Montreal, Quebec, Canada | 10 | 1681 |
| Carl Froch                                          | Mai 26, 2012       | Nottingham, Marea Britanie | 4 | 983 |
| Titlu vacant                                        | Februarie 3, 2015  | Froch a eliberat titlul din cauza incapacității sale de a apăra titlul în urma unui accident la cot. Ultima apărare a fost împotriva lui George Groves la 31 mai 2014 pe stadionul Wembley din Londra.                                                                                 | Froch a eliberat titlul din cauza incapacității sale de a apăra titlul în urma unui accident la cot. Ultima apărare a fost împotriva lui George Groves la 31 mai 2014 pe stadionul Wembley din Londra.                                                                                 | Froch a eliberat titlul din cauza incapacității sale de a apăra titlul în urma unui accident la cot. Ultima apărare a fost împotriva lui George Groves la 31 mai 2014 pe stadionul Wembley din Londra.                                                                                 |
| James DeGale l-a învins pe Andre Dirrell            | Mai 23, 2015       | Boston, Massachusetts | 3 | 931 |
| Caleb Truax                                         | 9 decembrie 2017   | Londra, Anglia | 0 | 119 |
| James DeGale (2)                                    | 7 aprilie 2018     | Las Vegas, USA | 0 | 2544 |

## Categoria mijlocie
| Nume                                               | Data                | Locație | Apărări | Zile |
| -------------------------------------------------- | ------------------- | --- | --- | --- |
| Marvin Hagler l-a învins pe Wilford Scypion        | Mai 27, 1983        | Providence, Rhode Island | 5 | 410 |
| Titlu vacant                                       | Aprilie 6, 1987     | Ultima apărare reușită a lui Hagler a fost împotriva lui John Mugabi, la 10 martie 1986, la Las Vegas, Nevada. | Ultima apărare reușită a lui Hagler a fost împotriva lui John Mugabi, la 10 martie 1986, la Las Vegas, Nevada. | Ultima apărare reușită a lui Hagler a fost împotriva lui John Mugabi, la 10 martie 1986, la Las Vegas, Nevada. |
| Frank Tate l-a învins pe Michael Olajide           | Octombrie 10, 1987  | Las Vegas, Nevada | 1 | 292 |
| Michael Nunn                                       | Iulie 28, 1988      | Las Vegas, Nevada | 5 | 1016 |
| James Toney                                        | Mai 10, 1991        | Davenport, Iowa | 6 | 645 |
| Titlu vacant                                       | Februarie 13, 1993  | Toney a eliberat titlul după ce l-a învins pe Iran Barkley pentru titlul IBF Super Middleweight din Las Vegas, Nevada. Ultima lui apărare reușită a fost împotriva lui Mike McCallum în 29 august 1992, în Reno, Nevada.                                                                    | Toney a eliberat titlul după ce l-a învins pe Iran Barkley pentru titlul IBF Super Middleweight din Las Vegas, Nevada. Ultima lui apărare reușită a fost împotriva lui Mike McCallum în 29 august 1992, în Reno, Nevada.                                                                    | Toney a eliberat titlul după ce l-a învins pe Iran Barkley pentru titlul IBF Super Middleweight din Las Vegas, Nevada. Ultima lui apărare reușită a fost împotriva lui Mike McCallum în 29 august 1992, în Reno, Nevada.                                                                    |
| Roy Jones Jr. l-a învins pe Bernard Hopkins        | Mai 22, 1993        | Washington, D.C. | 1 | 514 |
| Titlu vacant                                       | Noiembrie 18, 1994  | Jones a eliberat titlul după ce la învins pe James Toney pentru titlul IBF Super Middleweight în Las Vegas, Nevada. Singura lui apărare reușită a titlului Middleweight a fost împotriva lui Thomas Tate, pe 27 mai 1994, în Reno, Nevada.                                                  | Jones a eliberat titlul după ce la învins pe James Toney pentru titlul IBF Super Middleweight în Las Vegas, Nevada. Singura lui apărare reușită a titlului Middleweight a fost împotriva lui Thomas Tate, pe 27 mai 1994, în Reno, Nevada.                                                  | Jones a eliberat titlul după ce la învins pe James Toney pentru titlul IBF Super Middleweight în Las Vegas, Nevada. Singura lui apărare reușită a titlului Middleweight a fost împotriva lui Thomas Tate, pe 27 mai 1994, în Reno, Nevada.                                                  |
| Bernard Hopkins l-a învins pe Segundo Mercado      | Decembrie 17, 1994  | Landover, Maryland | 20 | 3864 |
| Jermain Taylor                                     | Iulie 16, 2005      | Las Vegas, Nevada | 0 | 87 |
| Titlu vacant                                       | Octombrie 11, 2005  | Taylor a renunțat la titlu pentru o revanșă cu Bernard Hopkins. | Taylor a renunțat la titlu pentru o revanșă cu Bernard Hopkins. | Taylor a renunțat la titlu pentru o revanșă cu Bernard Hopkins. |
| Arthur Abraham l-a învins pe Kingsley Ikeke        | Decembrie 10, 2005  | Leipzig, Germania | 10 | 1310 |
| Titlu vacant                                       | Iulie 12, 2009      | Abraham a eliberat titlul pentru a participa în Super Six World Boxing Classic. | Abraham a eliberat titlul pentru a participa în Super Six World Boxing Classic. | Abraham a eliberat titlul pentru a participa în Super Six World Boxing Classic. |
| Sebastian Sylvester l-a învins pe Giovanni Lorenzo | Septembrie 19, 2009 | Neubrandenburg, Germania | 3 | 595 |
| Daniel Geale                                       | Mai 7, 2011         | Neubrandenburg, Germania | 4 | 833 |
| Darren Barker                                      | 17 august 2013      | Atlantic City, New Jersey | 0 | 112 |
| Felix Sturm                                        | Decembrie 7, 2013   | Stuttgart, Germania | 0 | 175 |
| Sam Soliman                                        | Mai 31, 2014        | Krefeld, Germania | 0 | 130 |
| Jermain Taylor                                     | Octombrie 8, 2014   | Krefeld, Germania | 0 | 121 |
| Titlu desprins                                     | Februarie 6, 2015   | IBF la desprins de titlu datorită incapacității sale de a se apăra în timpul problemelor sale legale și de sănătate mintală. | IBF la desprins de titlu datorită incapacității sale de a se apăra în timpul problemelor sale legale și de sănătate mintală. | IBF la desprins de titlu datorită incapacității sale de a se apăra în timpul problemelor sale legale și de sănătate mintală. |
| David Lemieux l-a învins pe Hassan N'Dam N'Jikam   | Iunie 20, 2015      | Las Vegas, Nevada | 0 | 119 |
| Gennady Golovkin                                   | Octombrie 17, 2015  | New York City, New York | 4 | 963 |
| Titlu deposedat                                    | 6 iunie 2018        | După ce a fost anulată lupta lui Golovkin cu Canelo Alvarez pe 5 mai, IBF i-a cerut lui GGG să apere centura cu challengerul obligatoriu Sergiy Derevyanchenko până la data de 3 august. După ce Golovkin nu a fost de acord în a semna lupta cu Derevyanchenko, a fost deposedat de titlu. | După ce a fost anulată lupta lui Golovkin cu Canelo Alvarez pe 5 mai, IBF i-a cerut lui GGG să apere centura cu challengerul obligatoriu Sergiy Derevyanchenko până la data de 3 august. După ce Golovkin nu a fost de acord în a semna lupta cu Derevyanchenko, a fost deposedat de titlu. | După ce a fost anulată lupta lui Golovkin cu Canelo Alvarez pe 5 mai, IBF i-a cerut lui GGG să apere centura cu challengerul obligatoriu Sergiy Derevyanchenko până la data de 3 august. După ce Golovkin nu a fost de acord în a semna lupta cu Derevyanchenko, a fost deposedat de titlu. |

## Categoria junior mijlocie
| Nume                                          | Data                | Locație | Apărări | Zile |
| --------------------------------------------- | ------------------- | --- | --- | --- |
| Mark Medal l-a învins pe Earl Hargrove        | Martie 11, 1984     | Atlantic City, New Jersey | 0 | 204 |
| Carlos Santos                                 | Noiembrie 2, 1984   | New York City, New York | 1 | 579 |
| Buster Drayton                                | Iunie 4, 1986       | East Rutherford, New Jersey | 2 | 388 |
| Matthew Hilton                                | Iunie 27, 1987      | Montreal, Quebec, Canada | 1 | 496 |
| Robert Hines                                  | Noiembrie 4, 1988   | Las Vegas, Nevada | 0 | 93 |
| Darrin Van Horn                               | Februarie 5, 1989   | Las Vegas, Nevada | 0 | 160 |
| Gianfranco Rosi                               | Iulie 15, 1989      | Atlantic City, New Jersey | 11 | 1890 |
| Vincent Pettway                               | Septembrie 17, 1994 | Atlantic City, New Jersey | 1 | 329 |
| Paul Vaden                                    | 12 august 1995      | Las Vegas, Nevada | 0 | 126 |
| Terry Norris                                  | Decembrie 16, 1995  | Las Vegas, Nevada | 4 | 440 |
| Titlu vacant                                  | Martie 1997         | Ultima apărare reușită a lui Norris a fost împotriva lui Nick Rupa pe 11 ianuarie 1997, în Nashville, Tennessee.                                   | Ultima apărare reușită a lui Norris a fost împotriva lui Nick Rupa pe 11 ianuarie 1997, în Nashville, Tennessee.                                   | Ultima apărare reușită a lui Norris a fost împotriva lui Nick Rupa pe 11 ianuarie 1997, în Nashville, Tennessee.                                   |
| Raúl Márquez l-a învins pe Anthony Stephens   | Aprilie 12, 1997    | Las Vegas, Nevada | 2 | 238 |
| Luis Ramón Campas                             | Decembrie 6, 1997   | Atlantic City, New Jersey | 3 | 371 |
| Fernando Vargas                               | Decembrie 12, 1998  | Atlantic City, New Jersey | 5 | 721 |
| Félix Trinidad                                | Decembrie 2, 2000   | Las Vegas, Nevada | 0 | 149 |
| Titlu vacant                                  | Mai 12, 2001        | Trinidad a renunțat la titlu după ce la învins pe William Joppy pentru titlul WBA Middleweight în New York City, New York.                         | Trinidad a renunțat la titlu după ce la învins pe William Joppy pentru titlul WBA Middleweight în New York City, New York.                         | Trinidad a renunțat la titlu după ce la învins pe William Joppy pentru titlul WBA Middleweight în New York City, New York.                         |
| Ronald Wright l-a învins pe Robert Frazier    | Octombrie 12, 2001  | Indio, California | 5 | 963 |
| Titlu vacant                                  | 2004                | Wright a fost desprins de titlu. Ultima lui apărare reușită a fost împotriva lui Shane Mosley pe 13 martie 2004 în Las Vegas, Nevada.              | Wright a fost desprins de titlu. Ultima lui apărare reușită a fost împotriva lui Shane Mosley pe 13 martie 2004 în Las Vegas, Nevada.              | Wright a fost desprins de titlu. Ultima lui apărare reușită a fost împotriva lui Shane Mosley pe 13 martie 2004 în Las Vegas, Nevada.              |
| Verno Phillips l-a învins pe Carlos Bojorquez | Iunie 5, 2004       | Joplin, Missouri | 0 | 119 |
| Kassim Ouma                                   | Octombrie 2, 2004   | Las Vegas, Nevada | 1 | 285 |
| Roman Karmazin                                | Iulie 14, 2005      | Las Vegas, Nevada | 0 | 329 |
| Cory Spinks                                   | Iulie 8, 2006       | St. Louis, Missouri | 1 | 658 |
| Verno Phillips                                | Martie 27, 2008     | St. Louis, Missouri | 0 | 218 |
| Titlu vacant                                  | Noiembrie 2008      | Phillips a eliberat titlul pentru a lupta împotriva lui Paul Williams pentru titlul WBO Jr. Middleweight.                                          | Phillips a eliberat titlul pentru a lupta împotriva lui Paul Williams pentru titlul WBO Jr. Middleweight.                                          | Phillips a eliberat titlul pentru a lupta împotriva lui Paul Williams pentru titlul WBO Jr. Middleweight.                                          |
| Cory Spinks l-a învins pe Deandre Latimore    | Aprilie 24, 2009    | St. Louis, Missouri | 0 | 470 |
| Cornelius Bundrage                            | 7 august 2010       | St. Louis, Missouri | 2 | 931 |
| Ishe Smith                                    | Februarie 23, 2013  | Detroit, Michigan | 0 | 203 |
| Carlos Amado Molina                           | Septembrie 14, 2013 | Las Vegas, Nevada | 0 | 392 |
| Cornelius Bundrage                            | Octombrie 11, 2014  | Cancún, Mexic | 0 | 336 |
| Jermall Charlo                                | Septembrie 12, 2015 | Mashantucket, Connecticut | 3 | 63 |
| Titlu vacant                                  | Februarie 16, 2017  | Charlo a lăsat titlu vacant pentru a urca la categoria mijlocie. Ultima sa apărare reușită a fost împotriva lui Julian Williams în decembrie 2016. | Charlo a lăsat titlu vacant pentru a urca la categoria mijlocie. Ultima sa apărare reușită a fost împotriva lui Julian Williams în decembrie 2016. | Charlo a lăsat titlu vacant pentru a urca la categoria mijlocie. Ultima sa apărare reușită a fost împotriva lui Julian Williams în decembrie 2016. |
| Jarrett Hurd l-a învins pe Tony Harrison      | 25 februarie 2017   | Birmingham, Alabama | 2 | 2950 |

## Categoria semi-mijlocie
| Nume                                            | Data                | Locație | Apărări | Zile |
| ----------------------------------------------- | ------------------- | --- | --- | --- |
| Donald Curry l-a învins pe Marlon Starling      | Februarie 4, 1984   | Atlantic City, New Jersey | 4 | 966 |
| Lloyd Honeyghan                                 | Septembrie 27, 1986 | Atlantic City, New Jersey | 3 | 396 |
| Titlu vacant                                    | Octombrie 28, 1987  | Honeyghan a eliberat titlul IBF dupa ce a pierdut titlul WBC cu Jorge Vaca la Londra, Marea Britanie. Ultima sa apărare cu succes a titlului IBF a fost împotriva lui Gene Hatcher pe 30 august 1987 în Marbella, Spania. | Honeyghan a eliberat titlul IBF dupa ce a pierdut titlul WBC cu Jorge Vaca la Londra, Marea Britanie. Ultima sa apărare cu succes a titlului IBF a fost împotriva lui Gene Hatcher pe 30 august 1987 în Marbella, Spania. | Honeyghan a eliberat titlul IBF dupa ce a pierdut titlul WBC cu Jorge Vaca la Londra, Marea Britanie. Ultima sa apărare cu succes a titlului IBF a fost împotriva lui Gene Hatcher pe 30 august 1987 în Marbella, Spania. |
| Simon Brown l-a învins pe Tyrone Trice          | Aprilie 23, 1988    | Berck, Franța | 8 | 982 |
| Titlu vacant                                    | 1991                | Ultima apărare reușită a lui Brown a fost împotriva lui Maurice Blocker, la 18 martie 1991, în Las Vegas, Nevada. | Ultima apărare reușită a lui Brown a fost împotriva lui Maurice Blocker, la 18 martie 1991, în Las Vegas, Nevada. | Ultima apărare reușită a lui Brown a fost împotriva lui Maurice Blocker, la 18 martie 1991, în Las Vegas, Nevada. |
| Maurice Blocker l-a învins pe Glenwood Brown    | Octombrie 4, 1991   | Atlantic City, New Jersey | 1 | 624 |
| Félix Trinidad                                  | Iunie 19, 1993      | San Diego, California | 15 | 2449 |
| Titlu vacant                                    | Martie 3, 2000      | Trinidad a eliberat titlul pentru a urca la categoria la light middleweight. Ultima sa apărare reușită a fost împotriva lui Oscar De La Hoya pe 18 septembrie 1999, în Las Vegas, Nevada.                                 | Trinidad a eliberat titlul pentru a urca la categoria la light middleweight. Ultima sa apărare reușită a fost împotriva lui Oscar De La Hoya pe 18 septembrie 1999, în Las Vegas, Nevada.                                 | Trinidad a eliberat titlul pentru a urca la categoria la light middleweight. Ultima sa apărare reușită a fost împotriva lui Oscar De La Hoya pe 18 septembrie 1999, în Las Vegas, Nevada.                                 |
| Vernon Forrest l-a învins pe Raul Frank         | Mai 12, 2001        | New York City, New York | 0 | 214 |
| Titlu vacant                                    | Decembrie 12, 2001  | | | |
| Michele Piccirillo l-a învins pe Cory Spinks    | Aprilie 13, 2002    | Campione d'Italia, Italia | 0 | 343 |
| Cory Spinks                                     | Martie 22, 2003     | Campione d'Italia, Italia | 3 | 686 |
| Zab Judah                                       | Februarie 5, 2005   | St. Louis, Missouri | 1 | 427 |
| Floyd Mayweather Jr.                            | Aprilie 8, 2006     | Las Vegas, Nevada | 0 | 73 |
| Titlu vacant                                    | Iunie 20, 2006      | | | |
| Kermit Cintrón l-a învins pe Mark Suárez        | Octombrie 28, 2006  | West Palm Beach, Florida | 2 | 532 |
| Antonio Margarito                               | Aprilie 12, 2008    | Atlantic City, New Jersey | 0 | 104 |
| Titlu vacant                                    | Iulie 25, 2008      | Margarito a fost obligat să-și elibereze titlul sau să fie desprins de el, pentru a se confrunta cu Miguel Cotto pentru titlul WBA la semimijlocie pe 26 iulie 2008.                                                      | Margarito a fost obligat să-și elibereze titlul sau să fie desprins de el, pentru a se confrunta cu Miguel Cotto pentru titlul WBA la semimijlocie pe 26 iulie 2008.                                                      | Margarito a fost obligat să-și elibereze titlul sau să fie desprins de el, pentru a se confrunta cu Miguel Cotto pentru titlul WBA la semimijlocie pe 26 iulie 2008.                                                      |
| Joshua Clottey l-a învins pe Zab Judah          | 2 august 2008       | Las Vegas, Nevada | 0 | 257 |
| Titlu vacant                                    | Aprilie 16, 2009    | Clottey a fost obligat să-și elibereze titlul pentru a se confrunta cu Miguel Cotto pentru titlul WBA la semimijloce pe 13 iunie 2009.                                                                                    | Clottey a fost obligat să-și elibereze titlul pentru a se confrunta cu Miguel Cotto pentru titlul WBA la semimijloce pe 13 iunie 2009.                                                                                    | Clottey a fost obligat să-și elibereze titlul pentru a se confrunta cu Miguel Cotto pentru titlul WBA la semimijloce pe 13 iunie 2009.                                                                                    |
| Isaac Hlatshwayo l-a învins pe Delvin Rodríguez | 1 august 2009       | Uncasville, Connecticut | 1 | 132 |
| Jan Zaveck                                      | Decembrie 11, 2009  | Johannesburg, Africa de Sud | 3 | 631 |
| Andre Berto                                     | Septembrie 3, 2011  | Biloxi, Mississippi | 0 | 66 |
| Titlu vacant                                    | Noiembrie 8, 2011   | Berto a fost eliberat pentru a putea urmări o luptă împotriva lui Victor Ortiz în locul unui challenger obligatoriu cu Randall Bailey.                                                                                    | Berto a fost eliberat pentru a putea urmări o luptă împotriva lui Victor Ortiz în locul unui challenger obligatoriu cu Randall Bailey.                                                                                    | Berto a fost eliberat pentru a putea urmări o luptă împotriva lui Victor Ortiz în locul unui challenger obligatoriu cu Randall Bailey.                                                                                    |
| Randall Bailey l-a învins pe Mike Jones         | Iunie 9, 2012       | Las Vegas, Nevada | 0 | 133 |
| Devon Alexander                                 | Octombrie 20, 2012  | Brooklyn, New York | 0 | 413 |
| Shawn Porter                                    | Decembrie 7, 2013   | Brooklyn, New York | 1 | 252 |
| Kell Brook                                      | 16 august 2014      | Carson, California | 3 | 1015 |
| Errol Spence current champion                   | 27 mai 2017         | Sheffield, Marea Britanie | 2 | 2859 |

## Categoria junior semi-mijlocie
| Nume                                                         | Data               | Locație | Apărări | Zile |
| ------------------------------------------------------------ | ------------------ | --- | --- | --- |
| Aaron Pryor l-a învins pe Nick Furlano                       | Iunie 22, 1984     | Toronto, Ontario, Canada | 1 | 192 |
| Titlu vacant                                                 | 1985–1986          | Singura apărare reușită a lui Pryor a fost împotriva lui Gary Hinton pe 2 martie 1985 în Atlantic City, New Jersey.                                                                                           | Singura apărare reușită a lui Pryor a fost împotriva lui Gary Hinton pe 2 martie 1985 în Atlantic City, New Jersey.                                                                                           | Singura apărare reușită a lui Pryor a fost împotriva lui Gary Hinton pe 2 martie 1985 în Atlantic City, New Jersey.                                                                                           |
| Gary Hinton l-a învins pe Reyes Antonio Cruz                 | Aprilie 26, 1986   | Lucca, Italia | 1 | 187 |
| Joe Manley                                                   | Octombrie 30, 1986 | Hartford, Connecticut | 0 | 125 |
| Terry Marsh                                                  | Martie 4, 1987     | Basildon, Marea Britanie | 1 | 271 |
| Titlu vacant                                                 | Decembrie 1987     | Titlul a fost eliberat când Marsh sa retras. Singura lui apărare reușită a fost împotriva lui Akio Kameda, la 1 iulie 1987, în Londra, Marea Britanie.                                                        | Titlul a fost eliberat când Marsh sa retras. Singura lui apărare reușită a fost împotriva lui Akio Kameda, la 1 iulie 1987, în Londra, Marea Britanie.                                                        | Titlul a fost eliberat când Marsh sa retras. Singura lui apărare reușită a fost împotriva lui Akio Kameda, la 1 iulie 1987, în Londra, Marea Britanie.                                                        |
| James McGirt l-a învins pe Frankie Warren                    | Februarie 14, 1988 | San Antonio, Texas | 1 | 202 |
| Meldrick Taylor                                              | Septembrie 3, 1988 | Atlantic City, New Jersey | 2 | 621 |
| Julio César Chávez                                           | Mai 17, 1990       | Las Vegas, Nevada | 2 | 228 |
| Titlu vacant                                                 | 1991               | Chavez a avut ultima apărare reușită împotriva lui John Duplessis, la 18 martie 1991, la Las Vegas, Nevada.                                                                                                   | Chavez a avut ultima apărare reușită împotriva lui John Duplessis, la 18 martie 1991, la Las Vegas, Nevada.                                                                                                   | Chavez a avut ultima apărare reușită împotriva lui John Duplessis, la 18 martie 1991, la Las Vegas, Nevada.                                                                                                   |
| Rafael Pineda l-a învins pe Roger Mayweather                 | Decembrie 7, 1991  | Reno, Nevada | 1 | 224 |
| Pernell Whitaker                                             | Iulie 18, 1992     | Las Vegas, Nevada | 0 | 166 |
| Titlu vacant                                                 | 1992–1993          | | | |
| Jake Rodríguez                                               | Mai 15, 1993       | Atlantic City, New Jersey | 2 | 623 |
| Kostya Tszyu                                                 | Ianuarie 28, 1995  | Las Vegas, Nevada | 5 | 854 |
| Vince Phillips                                               | Mai 31, 1997       | Las Vegas, Nevada | 3 | 630 |
| Terron Millett                                               | Februarie 20, 1999 | New York City, New York | 1 | 314 |
| Titlu vacant                                                 | 1999–2000          | | | |
| Zab Judah l-a învins pe Jan Piet Bergman                     | Februarie 12, 2000 | Uncasville, Connecticut | 5 | 311 |
| Kostya Tszyu (2)                                             | Noiembrie 3, 2001  | Las Vegas, Nevada | 2 | 827 |
| Sharmba Mitchell – Interim l-a învins pe Lovemore N'dou      | Februarie 7, 2004  | Atlantic City, New Jersey | 1 | 273 |
| Kostya Tszyu (3) l-a învins pe Mitchell for Undisputed title | Noiembrie 6, 2004  | Glendale, Arizona | 0 | 210 |
| Ricky Hatton                                                 | Iunie 4, 2005      | Manchester, Marea Britanie | 1 | 209 |
| Titlu vacant                                                 | 2005–2006          | Singura apărare reușită a lui Hatton a fost împotriva lui Carlos Maussa pe 26 noiembrie 2005 în Sheffield, Marea Britanie.                                                                                    | Singura apărare reușită a lui Hatton a fost împotriva lui Carlos Maussa pe 26 noiembrie 2005 în Sheffield, Marea Britanie.                                                                                    | Singura apărare reușită a lui Hatton a fost împotriva lui Carlos Maussa pe 26 noiembrie 2005 în Sheffield, Marea Britanie.                                                                                    |
| Juan Urango l-a învins pe Naoufel Ben Rabah                  | Iunie 30, 2006     | Hollywood, Florida | 0 | 227 |
| Lovemore N'dou                                               | Februarie 12, 2007 | Hollywood, Florida | 0 | 124 |
| Paul Malignaggi                                              | Iunie 16, 2007     | Uncasville, Connecticut | 1 | 198 |
| Titlu vacant                                                 | 2008               | Titled Vacated due to Malignaggi challenging Ricky Hatton | Titled Vacated due to Malignaggi challenging Ricky Hatton | Titled Vacated due to Malignaggi challenging Ricky Hatton |
| Juan Urango l-a învins pe Herman Ngoudjo                     | Ianuarie 30, 2009  | Montreal, Canada | 1 | 431 |
| Devon Alexander                                              | Martie 6, 2010     | Uncasville, Connecticut | 1 | 199 |
| Titlu desprins                                               | Octombrie 22, 2010 | Alexander a fost desprins de titlu pentru a nu lupta împotriva provocatorului obligatoriu, Kaizer Mabuza. Singura lui apărare a fost împotriva lui Andriy Kotelnik pe 7 august 2010, la Saint Louis, Missouri | Alexander a fost desprins de titlu pentru a nu lupta împotriva provocatorului obligatoriu, Kaizer Mabuza. Singura lui apărare a fost împotriva lui Andriy Kotelnik pe 7 august 2010, la Saint Louis, Missouri | Alexander a fost desprins de titlu pentru a nu lupta împotriva provocatorului obligatoriu, Kaizer Mabuza. Singura lui apărare a fost împotriva lui Andriy Kotelnik pe 7 august 2010, la Saint Louis, Missouri |
| Zab Judah l-a învins pe Kaizer Mabuza                        | Martie 5, 2011     | Newark, New Jersey | 0 | 140 |
| Amir Khan                                                    | Iulie 23, 2011     | Las Vegas, Nevada | 0 | 140 |
| Lamont Peterson                                              | Decembrie 10, 2011 | Washington, District of Columbia | 3 | 853 |
| Titlu desprins                                               | Aprilie 11, 2014   | IBF a decis să-l desprindă pe Peterson după ce a pierdut o luptă fără titlu împotriva campionului WBC și WBA Danny Garcia la o greutate de 143 de kilograme.                                                  | IBF a decis să-l desprindă pe Peterson după ce a pierdut o luptă fără titlu împotriva campionului WBC și WBA Danny Garcia la o greutate de 143 de kilograme.                                                  | IBF a decis să-l desprindă pe Peterson după ce a pierdut o luptă fără titlu împotriva campionului WBC și WBA Danny Garcia la o greutate de 143 de kilograme.                                                  |
| César Cuenca l-a învins pe Ik Yang                           | Iulie 18, 2015     | Macau, China | 0 | 109 |
| Eduard Troyanovsky                                           | Noiembrie 4, 2015  | Kazan, Rusia | 2 | 395 |
| Julius Indongo                                               | Decembrie 3, 2016  | Moscova, Rusia | 1 | 260 |
| Terence Crawford                                             | 19 august 2017     | Lincoln, USA | 0 | 11 |
| Titlu vacant                                                 | 30 august 2017     | Crawford a fost eliberat la doar 11 zile după ce a câștigat titlul fără intenția de a se confrunta cu un challenger obligatoriu Sergey Lipinets oricând                                                       | Crawford a fost eliberat la doar 11 zile după ce a câștigat titlul fără intenția de a se confrunta cu un challenger obligatoriu Sergey Lipinets oricând                                                       | Crawford a fost eliberat la doar 11 zile după ce a câștigat titlul fără intenția de a se confrunta cu un challenger obligatoriu Sergey Lipinets oricând                                                       |
| Sergey Lipinets l-a învins pe Akihiro Kondo                  | 4 noiembrie 2017   | New York City, New York, USA | 0 | 126 |
| Mikey Garcia                                                 | 10 martie 2018     | San Antonio, Texas, USA | 0 | 36 |
| Titlu vacant                                                 | 15 aprilie 2018    | Garcia a eliberat titlul după ce a decis să se întoarcă la categoria ușoară și să își apere centura WBC în loc de a își apăra centura IBF cu challengerul obligatoriu Ivan Baranchyk.                         | Garcia a eliberat titlul după ce a decis să se întoarcă la categoria ușoară și să își apere centura WBC în loc de a își apăra centura IBF cu challengerul obligatoriu Ivan Baranchyk.                         | Garcia a eliberat titlul după ce a decis să se întoarcă la categoria ușoară și să își apere centura WBC în loc de a își apăra centura IBF cu challengerul obligatoriu Ivan Baranchyk.                         |

## Categoria ușoară
| Nume                                            | Data                | Locație | Apărări | Zile |
| ----------------------------------------------- | ------------------- | --- | --- | --- |
| Charlie Brown l-a învins pe Melvin Paul         | Ianuarie 30, 1984   | Atlantic City, New Jersey | 0 | 84 |
| Harry Arroyo                                    | Aprilie 15, 1984    | Atlantic City, New Jersey | 2 | 721 |
| Jimmy Paul                                      | Aprilie 6, 1985     | Atlantic City, New Jersey | 3 | 608 |
| Greg Haugen                                     | Decembrie 5, 1986   | Las Vegas, Nevada | 0 | 184 |
| Vinny Pazienza                                  | Iunie 7, 1987       | Providence, Rhode Island | 0 | 244 |
| Greg Haugen (2)                                 | Februarie 6, 1988   | Atlantic City, New Jersey | 2 | 378 |
| Pernell Whitaker                                | Februarie 18, 1989  | Hampton, Virginia | 8 | 1046 |
| Titlu vacant                                    | 1992                | Ultima apărare reușită a lui Whitaker a fost împotriva lui Jorge Páez pe 5 octombrie 1991 în Reno, Nevada.                                                             | Ultima apărare reușită a lui Whitaker a fost împotriva lui Jorge Páez pe 5 octombrie 1991 în Reno, Nevada.                                                             | Ultima apărare reușită a lui Whitaker a fost împotriva lui Jorge Páez pe 5 octombrie 1991 în Reno, Nevada.                                                             |
| Freddie Pendleton l-a învins pe Tracy Spann     | Ianuarie 10, 1993   | Atlantic City, New Jersey | 1 | 405 |
| Rafael Ruelas                                   | Februarie 19, 1994  | Inglewood, California | 2 | 441 |
| Oscar De La Hoya                                | Mai 6, 1995         | Las Vegas, Nevada | 0 | 55 |
| Titlu vacant                                    | Iulie 1995          | | | |
| Philip Holiday l-a învins pe Miguel Julio       | 19 august 1995      | Sun City, Africa de Sud | 6 | 714 |
| Shane Mosley                                    | 2 august 1997       | Uncasville, Connecticut | 8 | 516 |
| Titlu vacant                                    | 1999                | Ultima apărare reușită a lui Mosley a fost împotriva lui John Brown pe 17 aprilie 1999 în Indio, California.                                                           | Ultima apărare reușită a lui Mosley a fost împotriva lui John Brown pe 17 aprilie 1999 în Indio, California.                                                           | Ultima apărare reușită a lui Mosley a fost împotriva lui John Brown pe 17 aprilie 1999 în Indio, California.                                                           |
| Paul Spadafora l-a învins pe Israel Cardona     | 20 august 1999      | Chester, West Virginia | 8 | 1229 |
| Titlu vacant                                    | 2003                | Ultima apărare a lui Spadafora a fost o remiză cu Leonard Dorin pe 17 mai 2003 în Pittsburgh, Pennsylvania.                                                            | Ultima apărare a lui Spadafora a fost o remiză cu Leonard Dorin pe 17 mai 2003 în Pittsburgh, Pennsylvania.                                                            | Ultima apărare a lui Spadafora a fost o remiză cu Leonard Dorin pe 17 mai 2003 în Pittsburgh, Pennsylvania.                                                            |
| Javier Jáuregui l-a învins pe Leavander Johnson | Noiembrie 22, 2003  | Los Angeles, California | 0 | 357 |
| Julio César Díaz                                | Mai 13, 2004        | San Diego, California | 0 | 232 |
| Titlu vacant                                    | 2005                | | | |
| Leavander Johnson l-a învins pe Stefano Zoff    | Iunie 17, 2005      | Milano, Italia | 0 | 92 |
| Jesús Chávez                                    | Septembrie 17, 2005 | Las Vegas, Nevada | 0 | 505 |
| Julio Díaz (2) l-a învins pe Jesús Chávez       | Februarie 3, 2007   | Kissimmee, Florida | 1 | 252 |
| Juan Díaz                                       | Octombrie 13, 2007  | Chicago, Illinois | 0 | 147 |
| Nate Campbell                                   | Martie 8, 2008      | Cancún, Mexic | 0 | 343 |
| Titlu vacant                                    | Februarie 14, 2009  | Campbell a fost desprins titlu pentru că nu a reușit să facă greutate pentru următoarea sa luptă împotriva lui Ali Funeka pe 14 februarie 2009 în Sunrise, Florida.    | Campbell a fost desprins titlu pentru că nu a reușit să facă greutate pentru următoarea sa luptă împotriva lui Ali Funeka pe 14 februarie 2009 în Sunrise, Florida.    | Campbell a fost desprins titlu pentru că nu a reușit să facă greutate pentru următoarea sa luptă împotriva lui Ali Funeka pe 14 februarie 2009 în Sunrise, Florida.    |
| Miguel Vázquez l-a învins pe Kim Ji-Hoon        | 14 august 2010      | Laredo, Texas | 6 | 1491 |
| Mickey Bey                                      | Septembrie 13, 2014 | Las Vegas, Nevada | 0 | 286 |
| Titlu vacant                                    | 26 iunie 2015       | Bey a fost de acord cu o apărare împotriva lui Denis Shafikov în Macau, China, dar mai târziu a decis să plece mai degrabă decât să meargă la Macao pentru bani puțini | Bey a fost de acord cu o apărare împotriva lui Denis Shafikov în Macau, China, dar mai târziu a decis să plece mai degrabă decât să meargă la Macao pentru bani puțini | Bey a fost de acord cu o apărare împotriva lui Denis Shafikov în Macau, China, dar mai târziu a decis să plece mai degrabă decât să meargă la Macao pentru bani puțini |
| Rances Barthelemy l-a învins pe Denis Shafikov  | Decembrie 18, 2015  | Las Vegas, Nevada | 1 | 171 |
| Titlu vacant                                    | 6 iunie 2016        | Barthelemy a eliberat titlul pentru a căuta un titlu la categoria super-ușoară. Ultima apărare a fost împotriva lui Mickey Bey                                         | Barthelemy a eliberat titlul pentru a căuta un titlu la categoria super-ușoară. Ultima apărare a fost împotriva lui Mickey Bey                                         | Barthelemy a eliberat titlul pentru a căuta un titlu la categoria super-ușoară. Ultima apărare a fost împotriva lui Mickey Bey                                         |
| Robert Easter Jr. l-a învins pe Richard Commey  | 9 septembrie 2016   | Reading, Pennsylvania | 3 | 3119 |

## Categoria junior ușoară
| Nume                                          | Data                | Locație | Apărări | Zile |
| --------------------------------------------- | ------------------- | --- | --- | --- |
| Hwan-Kil Yuh l-a învins pe Rod Sequenan       | Aprilie 22, 1984    | Seoul, Coreea de Sud | 1 | 299 |
| Lester Ellis                                  | Februarie 15, 1985  | Melbourne, Australia | 1 | 147 |
| Barry Michael                                 | 12 iulie 1985       | Melbourne, Australia | 3 | 789 |
| Rocky Lockridge                               | Septembrie 9, 1987  | Windsor, Marea Britanie | 2 | 318 |
| Tony Lopez                                    | Iulie 23, 1988      | Sacramento, California | 3 | 1147 |
| Brian Mitchell                                | Septembrie 13, 1991 | Sacramento, California | 0 | 162 |
| Titlu vacant                                  | 1991                | Mitchell sa retras. | Mitchell sa retras. | Mitchell sa retras. |
| John John Molina l-a învins Jackie Gunguluza  | Februarie 22, 1992  | Sun City, Africa de Sud | 7 | 1043 |
| Titlu vacant                                  | 1995                | Ultima apărare reușită a lui Molina a fost împotriva lui Wilson Rodriguez pe data de 26 noiembrie 1994 în Bayamón, Puerto Rico.                                                                                            | Ultima apărare reușită a lui Molina a fost împotriva lui Wilson Rodriguez pe data de 26 noiembrie 1994 în Bayamón, Puerto Rico.                                                                                            | Ultima apărare reușită a lui Molina a fost împotriva lui Wilson Rodriguez pe data de 26 noiembrie 1994 în Bayamón, Puerto Rico.                                                                                            |
| Eddie Hopson l-a învins pe Moises Pedroza     | Aprilie 22, 1995    | Atlantic City, New Jersey | 0 | 78 |
| Tracy Harris Patterson                        | Iulie 9, 1995       | Reno, Nevada | 0 | 159 |
| Arturo Gatti                                  | Decembrie 15, 1995  | New York City, New York | 3 | 382 |
| Titlu vacant                                  | 1997                | Ultima apărare reușită a lui Gatti a fost împotriva lui Gabriel Ruelas pe 4 octombrie 1997, în Atlantic City, New Jersey.                                                                                                  | Ultima apărare reușită a lui Gatti a fost împotriva lui Gabriel Ruelas pe 4 octombrie 1997, în Atlantic City, New Jersey.                                                                                                  | Ultima apărare reușită a lui Gatti a fost împotriva lui Gabriel Ruelas pe 4 octombrie 1997, în Atlantic City, New Jersey.                                                                                                  |
| Roberto Garcia l-a învins Harold Warren       | Martie 13, 1998     | Miami, Florida | 2 | 589 |
| Diego Corrales                                | Octombrie 23, 1999  | Las Vegas, Nevada | 3 | 69 |
| Titlu vacant                                  | 2000                | Corrales a eliberat titlul pentru a urca la categoria ușoară. Ultima sa apărare a fost împotriva lui Angel Manfredy pe 2 septembrie 2000 în El Paso, Texas.                                                                | Corrales a eliberat titlul pentru a urca la categoria ușoară. Ultima sa apărare a fost împotriva lui Angel Manfredy pe 2 septembrie 2000 în El Paso, Texas.                                                                | Corrales a eliberat titlul pentru a urca la categoria ușoară. Ultima sa apărare a fost împotriva lui Angel Manfredy pe 2 septembrie 2000 în El Paso, Texas.                                                                |
| Stephen Forbes l-a învins John Brown          | Decembrie 3, 2000   | Miami, Florida | 1 | 592 |
| Titlu vacant                                  | Iulie 18, 2002      | Forbes a fost deposedat de titlu pentru că nu a reușit să facă greutatea pentru următoarea sa luptă. Singura lui apărare a fost împotriva lui John Brown, la 29 septembrie 2001, în Miami, Florida.                        | Forbes a fost deposedat de titlu pentru că nu a reușit să facă greutatea pentru următoarea sa luptă. Singura lui apărare a fost împotriva lui John Brown, la 29 septembrie 2001, în Miami, Florida.                        | Forbes a fost deposedat de titlu pentru că nu a reușit să facă greutatea pentru următoarea sa luptă. Singura lui apărare a fost împotriva lui John Brown, la 29 septembrie 2001, în Miami, Florida.                        |
| Carlos Hernández l-a învins pe Stephen Forbes | Octombrie 4, 2003   | Los Angeles, California | 1 | 301 |
| Erik Morales                                  | Iulie 31, 2004      | Las Vegas, Nevada | 0 | 153 |
| Titlu vacant                                  | 2004–2005           | | | |
| Robbie Peden l-a învins pe Nate Campbell      | Februarie 23, 2005  | Los Angeles, California | 0 | 206 |
| Marco Antonio Barrera                         | Septembrie 17, 2005 | Las Vegas, Nevada | 0 | 470 |
| Titlu vacant                                  | 2005–2006           | | | |
| Cassius Baloyi l-a învins pe Manuel Medina    | 31 mai 2006         | Airway Heights, Washington | 0 | 59 |
| Gairy St Clair                                | Iulie 29, 2006      | Kempton Park, Africa de Sud | 0 | 98 |
| Malcolm Klassen                               | Noiembrie 4, 2006   | Kempton Park, Africa de Sud | 0 | 167 |
| Mzonke Fana                                   | Aprilie 20, 2007    | Africa de Sud | 1 | 358 |
| Cassius Baloyi (2)                            | Aprilie 12, 2008    | Mafikeng, Africa de Sud | 1 | 371 |
| Malcolm Klassen (2)                           | 18 aprilie 2009     | Mafikeng, Africa de Sud | 1 | 126 |
| Robert Guerrero                               | 22 august 2009      | Houston, Texas | 0 | 178 |
| Titlu vacant                                  | Februarie 16, 2010  | Guerrero a eliberat titlul pentru a sta cu soția sa, în timpul ultimelor pași în lupta cu leucemia | Guerrero a eliberat titlul pentru a sta cu soția sa, în timpul ultimelor pași în lupta cu leucemia | Guerrero a eliberat titlul pentru a sta cu soția sa, în timpul ultimelor pași în lupta cu leucemia |
| Mzonke Fana                                   | Septembrie 1, 2010  | Brakpan, Africa de Sud | 0 | 260 |
| Titlu deposedat                               | Mai 19, 2011        | Fana a fost deposedat de titlu pentru a nerespecta obligația de apărare împotriva lui Argenis Méndez | Fana a fost deposedat de titlu pentru a nerespecta obligația de apărare împotriva lui Argenis Méndez | Fana a fost deposedat de titlu pentru a nerespecta obligația de apărare împotriva lui Argenis Méndez |
| Juan Carlos Salgado def. Argenis Méndez       | Septembrie 10, 2011 | Zapopan, Mexic | 2 | 546 |
| Argenis Méndez                                | Martie 9, 2013      | Costa Mesa, California | 1 | 300 |
| Rances Barthelemy                             | Ianuarie 3, 2014    | Minneapolis, Minnesota | 0 | 27 |
| Titlu deposedat                               | Ianuarie 30, 2014   | Titlu reincorporat lui Mendez după ce decizia KO a fost schimbată în nedisputat de comisarul DLI după reluarea videoclipului                                                                                               | Titlu reincorporat lui Mendez după ce decizia KO a fost schimbată în nedisputat de comisarul DLI după reluarea videoclipului                                                                                               | Titlu reincorporat lui Mendez după ce decizia KO a fost schimbată în nedisputat de comisarul DLI după reluarea videoclipului                                                                                               |
| Argenis Méndez Reinstated                     | Ianuarie 30, 2014   | N/A | 0 | |
| Rances Barthelemy                             | Iulie 10, 2014      | Miami, Florida | 1 | 161 |
| Titlu vacant                                  | Februarie 10, 2015  | Barthelemy pleacă pentru a lupta în categoria ușoară. Singura lui apărare a fost împotriva lui Fernando Saucedo, la 4 octombrie 2014, în Mashantucket, Connecticut                                                         | Barthelemy pleacă pentru a lupta în categoria ușoară. Singura lui apărare a fost împotriva lui Fernando Saucedo, la 4 octombrie 2014, în Mashantucket, Connecticut                                                         | Barthelemy pleacă pentru a lupta în categoria ușoară. Singura lui apărare a fost împotriva lui Fernando Saucedo, la 4 octombrie 2014, în Mashantucket, Connecticut                                                         |
| José Pedraza def. Andrey Klimov               | Iunie 13, 2015      | Birmingham, Alabama | 2 | 581 |
| Gervonta Davis Current champion               | Ianuarie 14, 2017   | Brooklyn, New York | 1 | 223 |
| Titlu deposedat                               | 25 august 2017      | Davis a fost deposedat de titlu pentru că nu a reușit să facă greutatea pentru lupta sa de apărare împotriva lui Francisco Fonseca. Singura lui apărare a fost împotriva lui Liam Walsh pe 20 mai 2017, în Londra, Anglia. | Davis a fost deposedat de titlu pentru că nu a reușit să facă greutatea pentru lupta sa de apărare împotriva lui Francisco Fonseca. Singura lui apărare a fost împotriva lui Liam Walsh pe 20 mai 2017, în Londra, Anglia. | Davis a fost deposedat de titlu pentru că nu a reușit să facă greutatea pentru lupta sa de apărare împotriva lui Francisco Fonseca. Singura lui apărare a fost împotriva lui Liam Walsh pe 20 mai 2017, în Londra, Anglia. |
| Kenichi Ogawa l-a învins pe Tevin Farmer      | 9 decembrie 2017    | Las Vegas, Nevada | 0 | 131 |
| Titlu deposedat                               | 19 aprilie 2018     | Ogawa a fost deposedat după ce a dat pozitiv la sustanțe interzise. | Ogawa a fost deposedat după ce a dat pozitiv la sustanțe interzise. | Ogawa a fost deposedat după ce a dat pozitiv la sustanțe interzise. |

## Categoria pană
| Nume                                                 | Data                | Locație | Apărări | Zile |
| ---------------------------------------------------- | ------------------- | --- | --- | --- |
| Min-Keun Oh l-a învins pe Joko Arter                 | Martie 4, 1984      | Seoul, Coreea de Sud | 2 | 635 |
| Ki-Young Chung                                       | Noiembrie 29, 1985  | Jeonju, Coreea de Sud | 2 | 335 |
| Antonio Rivera                                       | Octombrie 30, 1986  | Osan, Coreea de Sud | 0 | 450 |
| Calvin Grove                                         | Ianuarie 23, 1988   | Gamaches, Franța | 1 | 194 |
| Jorge Páez                                           | 4 august 1988       | Mexicali, Mexic | 8 | 514 |
| Titlu vacant                                         | 1990–1991           | Ultima apărare a lui Paez a fost o remiză cu Troy Dorsey pe 8 iulie 1990 în Las Vegas, Nevada.                                      | Ultima apărare a lui Paez a fost o remiză cu Troy Dorsey pe 8 iulie 1990 în Las Vegas, Nevada.                                      | Ultima apărare a lui Paez a fost o remiză cu Troy Dorsey pe 8 iulie 1990 în Las Vegas, Nevada.                                      |
| Troy Dorsey l-a învins pe Alfred Rangel              | Iunie 3, 1991       | Las Vegas, Nevada | 0 | 71 |
| Manuel Medina                                        | 12 august 1991      | Inglewood, California | 4 | 564 |
| Tom Johnson                                          | Februarie 26, 1993  | Melun, Franța | 12 | 1443 |
| Naseem Hamed                                         | Februarie 8, 1997   | Londra, Marea Britanie | 2 | 326 |
| Titlu vacant                                         | 1997                | Ultima apărare a lui Hamed a fost împotriva lui Juan Gerardo Cabrera pe 19 iulie 1997, la Londra, Marea Britanie                    | Ultima apărare a lui Hamed a fost împotriva lui Juan Gerardo Cabrera pe 19 iulie 1997, la Londra, Marea Britanie                    | Ultima apărare a lui Hamed a fost împotriva lui Juan Gerardo Cabrera pe 19 iulie 1997, la Londra, Marea Britanie                    |
| Hector Lizarraga l-a învins pe Welcome Ncita         | Decembrie 13, 1997  | Pompano Beach, Florida | 0 | 132 |
| Manuel Medina (2)                                    | Aprilie 24, 1998    | San Jose, California | 1 | 568 |
| Paul Ingle                                           | Noiembrie 13, 1999  | Hull, Marea Britanie | 1 | 399 |
| Mbulelo Botile                                       | Decembrie 16, 2000  | Sheffield, Marea Britanie | 0 | 111 |
| Frank Toledo                                         | Aprilie 6, 2001     | Las Vegas, Nevada | 0 | 224 |
| Manuel Medina (3)                                    | Noiembrie 16, 2001  | Las Vegas, Nevada | 0 | 162 |
| Johnny Tapia                                         | Aprilie 27, 2002    | New York City, New York | 0 | 248 |
| Titlu vacant                                         | 2002–2003           | | | |
| Juan Manuel Márquez l-a învins pe Manuel Medina      | Februarie 1, 2003   | Las Vegas, Nevada | 4 | 699 |
| Titlu vacant                                         | 2005                | Marquez a fost deposedat de titlu. Ultima lui apărare reușită a fost împotriva lui Victor Polo pe 7 mai 2005, în Las Vegas, Nevada. | Marquez a fost deposedat de titlu. Ultima lui apărare reușită a fost împotriva lui Victor Polo pe 7 mai 2005, în Las Vegas, Nevada. | Marquez a fost deposedat de titlu. Ultima lui apărare reușită a fost împotriva lui Victor Polo pe 7 mai 2005, în Las Vegas, Nevada. |
| Valdemir Pereira l-a învins pe Fahprakorb Rakkiatgym | Ianuarie 20, 2006   | Mashantucket, Connecticut | 0 | 113 |
| Eric Aiken                                           | Mai 13, 2006        | Boston, Massachusetts | 0 | 112 |
| Robert Guerrero                                      | Septembrie 2, 2006  | Los Angeles, California | 0 | 63 |
| Orlando Salido                                       | Noiembrie 4, 2006   | Las Vegas, Nevada | 0 | 57 |
| Titlu vacant                                         | 2006–2007           | | | |
| Robert Guerrero (2) l-a învins pe Spend Abazi        | Februarie 23, 2007  | Copenhaga, Danemarca | 2 | 311 |
| Titlu vacant                                         | 2008                | Guerrero a eliberat titlul | Guerrero a eliberat titlul | Guerrero a eliberat titlul |
| Cristobal Cruz l-a învins pe Orlando Salido          | Octombrie 23, 2008  | Mexic | 3 | 569 |
| Orlando Salido                                       | Mai 15, 2010        | Ciudad Obregón, Mexic | 0 | 119 |
| Yuriorkis Gamboa                                     | Septembrie 11, 2010 | Las Vegas, Nevada | 0 | 196 |
| Titlu deposedat                                      | 26 martie 2011      | Gamboa a fost deposedat titlu după ce a renunțat la o recăntărire obligatorie în ziua luptei de apărare cu Jorge Solís.             | Gamboa a fost deposedat titlu după ce a renunțat la o recăntărire obligatorie în ziua luptei de apărare cu Jorge Solís.             | Gamboa a fost deposedat titlu după ce a renunțat la o recăntărire obligatorie în ziua luptei de apărare cu Jorge Solís.             |
| Billy Dib l-a învins pe Jorge Lacierva               | Iulie 29, 2011      | Homebush, Australia | 2 | 581 |
| Evgeny Gradovich                                     | Martie 1, 2013      | Mashantucket, Connecticut | 4 | 820 |
| Lee Selby                                            | Mai 30, 2015        | Londra, Marea Britanie | 4 | 1085 |
| Josh Warrington campion actual                       | 19 mai 2018         | Leeds, Marea Britanie | 0 | 2502 |

## Categoria junior pană
| Nume                                                   | Data                | Locație | Apărări | Zile |
| ------------------------------------------------------ | ------------------- | --- | --- | --- |
| Bobby Berna l-a învins pe Sung-In Suh                  | Decembrie 4, 1983   | Seoul, Coreea de Sud | 0 | 133 |
| Sung-In Suh                                            | Aprilie 15, 1984    | Seoul, Coreea de Sud | 1 | 263 |
| Ji-Won Kim                                             | Ianuarie 3, 1985    | Seoul, Coreea de Sud | 4 | 362 |
| Titlu vacant                                           | 1986                | Titlul a fost eliberat când Kim sa retras. Ultima lui apărare reușită a fost împotriva lui Rudy Casicas pe 1 iunie 1986 în Inchon, Coreea de Sud.                                                                    | Titlul a fost eliberat când Kim sa retras. Ultima lui apărare reușită a fost împotriva lui Rudy Casicas pe 1 iunie 1986 în Inchon, Coreea de Sud.                                                                    | Titlul a fost eliberat când Kim sa retras. Ultima lui apărare reușită a fost împotriva lui Rudy Casicas pe 1 iunie 1986 în Inchon, Coreea de Sud.                                                                    |
| Seung-Hoon Lee l-a învins pe Prayurasak Muangsurin     | Ianuarie 18, 1987   | Pohang, Coreea de Sud | 3 | 347 |
| Titlu vacant                                           | 1988                | Lee este forțat să elibereze titlul când IBF nu mai promovează luptele în Coreea de Sud. Ultima lui apărare reușită a fost împotriva lui Jose Sanabria pe 27 decembrie 1987 în Pohang.                               | Lee este forțat să elibereze titlul când IBF nu mai promovează luptele în Coreea de Sud. Ultima lui apărare reușită a fost împotriva lui Jose Sanabria pe 27 decembrie 1987 în Pohang.                               | Lee este forțat să elibereze titlul când IBF nu mai promovează luptele în Coreea de Sud. Ultima lui apărare reușită a fost împotriva lui Jose Sanabria pe 27 decembrie 1987 în Pohang.                               |
| Jose Sanabria l-a învins pe Moises Fuentes Rocha       | Mai 21, 1988        | Bucaramanga, Columbia | 3 | 293 |
| Fabrice Benichou                                       | Martie 10, 1989     | Limoges, Franța | 3 | 365 |
| Welcome Ncita                                          | Martie 10, 1990     | Tel Aviv, Israel | 6 | 998 |
| Kennedy McKinney                                       | Decembrie 2, 1992   | Tortolì, Italia | 5 | 626 |
| Vuyani Bungu                                           | 20 august 1994      | Temba, Africa de Sud | 13 | 1594 |
| Titlu vacant                                           | 1999                | Ultima apărare reușită a lui Bungu a fost împotriva lui Victor Llerena pe 6 februarie 1999 la Temba. | Ultima apărare reușită a lui Bungu a fost împotriva lui Victor Llerena pe 6 februarie 1999 la Temba. | Ultima apărare reușită a lui Bungu a fost împotriva lui Victor Llerena pe 6 februarie 1999 la Temba. |
| Lehlohonolo Ledwaba l-a învins pe John Michael Johnson | Mai 25, 1999        | Temba, Africa de Sud | 5 | 760 |
| Manny Pacquiao                                         | Iunie 23, 2001      | Las Vegas, Nevada | 4 | 556 |
| Titlu vacant                                           | 2003                | Ultima apărare reușită a lui Pacquiao a fost împotriva lui Emmanuel Lucero pe 26 iulie 2003 în Los Angeles, California.                                                                                              | Ultima apărare reușită a lui Pacquiao a fost împotriva lui Emmanuel Lucero pe 26 iulie 2003 în Los Angeles, California.                                                                                              | Ultima apărare reușită a lui Pacquiao a fost împotriva lui Emmanuel Lucero pe 26 iulie 2003 în Los Angeles, California.                                                                                              |
| Israel Vázquez l-a învins pe Jose Luis Valbuena        | Martie 25, 2004     | Los Angeles, California | 2 | 281 |
| Titlu vacant                                           | 2005                | Ultima apărare reușită a lui Vazquez a fost împotriva lui Armando Guerrero pe 31 mai 2005 în Lynwood, Illinois. | Ultima apărare reușită a lui Vazquez a fost împotriva lui Armando Guerrero pe 31 mai 2005 în Lynwood, Illinois. | Ultima apărare reușită a lui Vazquez a fost împotriva lui Armando Guerrero pe 31 mai 2005 în Lynwood, Illinois. |
| Steve Molitor                                          | Noiembrie 10, 2006  | Hartlepool, Marea Britanie | 4 | 742 |
| Celestino Caballero                                    | Noiembrie 21, 2008  | Ontario, Canada | 2 | 441 |
| Titlu deposedat                                        | Februarie 5, 2010   | Caballero a fost deposedat de titlu după ce nu a fost de acord cu o luptă cu provocatorul obligatoriu [Takalani Ndlovu]. Ultima sa apărare a fost împotriva lui Francisco Leal pe 29 august 2009 în Mexicali, Mexic. | Caballero a fost deposedat de titlu după ce nu a fost de acord cu o luptă cu provocatorul obligatoriu [Takalani Ndlovu]. Ultima sa apărare a fost împotriva lui Francisco Leal pe 29 august 2009 în Mexicali, Mexic. | Caballero a fost deposedat de titlu după ce nu a fost de acord cu o luptă cu provocatorul obligatoriu [Takalani Ndlovu]. Ultima sa apărare a fost împotriva lui Francisco Leal pe 29 august 2009 în Mexicali, Mexic. |
| Steve Molitor l-a învins pe Takalani Ndlovu            | Martie 27, 2010     | Rama, Canada | 1 | 364 |
| Takalani Ndlovu                                        | Martie 26, 2011     | Johannesburg, Africa de Sud | 1 | 361 |
| Jeffrey Mathebula                                      | Martie 24, 2012     | Johannesburg, Africa de Sud | | 75 |
| Nonito Donaire                                         | Iulie 7, 2012       | Carson, California | 0 | 128 |
| Titlu vacant                                           | Octombrie 13, 2012  | Donaire a fost eliberat chiar înainte de lupta sa cu Toshiaki Nishioka pentru a evita taxele de sancționare ulterioare pentru că nu a fost interesat de apărare împotriva unui challenger obligatoriu                | Donaire a fost eliberat chiar înainte de lupta sa cu Toshiaki Nishioka pentru a evita taxele de sancționare ulterioare pentru că nu a fost interesat de apărare împotriva unui challenger obligatoriu                | Donaire a fost eliberat chiar înainte de lupta sa cu Toshiaki Nishioka pentru a evita taxele de sancționare ulterioare pentru că nu a fost interesat de apărare împotriva unui challenger obligatoriu                |
| Jonathan Romero l-a învins pe Alejandro López          | Februarie 16, 2012  | Tijuana, Mexic | 0 | 548 |
| Kiko Martínez                                          | 17 august 2013      | Atlantic City, New Jersey | 2 | 385 |
| Carl Frampton current champion                         | Septembrie 6, 2014  | Belfast, Marea Britanie | 3 | 600 |
| Titlu vacant                                           | Aprilie 28, 2016    | Frampton a fost eliberat pentru a avansa în greutate și a luptat pentru titlul de featherweight împotriva lui Leo Santa Cruz                                                                                         | Frampton a fost eliberat pentru a avansa în greutate și a luptat pentru titlul de featherweight împotriva lui Leo Santa Cruz                                                                                         | Frampton a fost eliberat pentru a avansa în greutate și a luptat pentru titlul de featherweight împotriva lui Leo Santa Cruz                                                                                         |
| Jonathan Guzmán l-a învins pe Shingo Wake              | Iulie 20, 2016      | Osaka, Japonia | 0 | 164 |
| Yukinori Oguni                                         | Decembrie 31, 2016  | Kyoto, Japonia | 0 | 256 |
| Ryosuke Iwasa                                          | Septembrie 13, 2017 | Osaka, Japonia | 1 | 2750 |

## Categoria cocoș
| Nume                                           | Data                | Locație | Apărări | Zile |
| ---------------------------------------------- | ------------------- | --- | --- | --- |
| Satoshi Shingaki l-a învins pe Elmer Magallano | Aprilie 15, 1984    | Nara, Japonia | 1 | 375 |
| Jeff Fenech                                    | Aprilie 26, 1985    | Sydney, Australia | 3 | 554 |
| Titlu vacant                                   | 1986–1987           | Ultima apărare a lui Fenech a fost împotriva lui Steve McCrory la 18 iulie 1986 în Sydney. | Ultima apărare a lui Fenech a fost împotriva lui Steve McCrory la 18 iulie 1986 în Sydney. | Ultima apărare a lui Fenech a fost împotriva lui Steve McCrory la 18 iulie 1986 în Sydney. |
| Kelvin Seabrooks l-a învins pe Miguel Maturana | Mai 15, 1987        | Cartagena, Columbia | 3 | 360 |
| Orlando Canizales                              | Iulie 9, 1988       | Atlantic City, New Jersey | 16 | 2366 |
| Titlu vacant                                   | 1994–1995           | Ultima apărare reușită a lui Canizales a fost împotriva lui Sergio Reyes pe 15 octombrie 1994 în Laredo, Texas.                                                                                    | Ultima apărare reușită a lui Canizales a fost împotriva lui Sergio Reyes pe 15 octombrie 1994 în Laredo, Texas.                                                                                    | Ultima apărare reușită a lui Canizales a fost împotriva lui Sergio Reyes pe 15 octombrie 1994 în Laredo, Texas.                                                                                    |
| Harold Mestre l-a învins pe Juvenal Berrio     | Ianuarie 21, 1995   | Cartagena, Columbia | 0 | 98 |
| Mbulelo Botile                                 | Aprilie 29, 1995    | Johannesburg, Africa de Sud | 5 | 822 |
| Tim Austin                                     | Iulie 19, 1997      | Nashville, Tennessee | 9 | 2037 |
| Rafael Márquez                                 | Februarie 15, 2003  | Las Vegas, Nevada | 7 | 1503 |
| Titlu vacant                                   | 2006–2007           | Márquez a eliberat titlul pentru a se deplasa la Junior Featherweight. Ultima lui apărare reușită a fost împotriva lui Silence Mabuza pe 5 august 2006 în Stateline, Nevada.                       | Márquez a eliberat titlul pentru a se deplasa la Junior Featherweight. Ultima lui apărare reușită a fost împotriva lui Silence Mabuza pe 5 august 2006 în Stateline, Nevada.                       | Márquez a eliberat titlul pentru a se deplasa la Junior Featherweight. Ultima lui apărare reușită a fost împotriva lui Silence Mabuza pe 5 august 2006 în Stateline, Nevada.                       |
| Luís Alberto Pérez                             | Iulie 7, 2007       | Bridgeport, Connecticut | 0 | 84 |
| Joseph Agbeko                                  | Septembrie 29, 2007 | Sacramento, California | 2 | 763 |
| Yonnhy Pérez                                   | Octombrie 31, 2009  | Las Vegas, Nevada | 2 | 651 |
| Abner Mares                                    | 13 august 2011      | Las Vegas, Nevada | 1 | 294 |
| Leo Santa Cruz                                 | Iunie 2, 2012       | Las Vegas, Nevada | 3 | 375 |
| Titlu vacant                                   | 2012–2013           | Santa Cruz a eliberat titlul și sa mutat până la Super Bantamweight. Ultima lui apărare reușită a fost împotriva lui Alberto Guevara pe 15 decembrie 2012 în Los Angeles, California.              | Santa Cruz a eliberat titlul și sa mutat până la Super Bantamweight. Ultima lui apărare reușită a fost împotriva lui Alberto Guevara pe 15 decembrie 2012 în Los Angeles, California.              | Santa Cruz a eliberat titlul și sa mutat până la Super Bantamweight. Ultima lui apărare reușită a fost împotriva lui Alberto Guevara pe 15 decembrie 2012 în Los Angeles, California.              |
| Jamie McDonnell l-a învins pe Julio Ceja       | Mai 11, 2013        | Doncaster, Marea Britanie | 0 | 159 |
| Titlu deposedat                                | Octombrie 17, 2013  | McDonnell a fost deposedat de titlu după ce nu a fost de acord cu o luptă cu challangerul obligatoriu Vusi Malinga                                                                                 | McDonnell a fost deposedat de titlu după ce nu a fost de acord cu o luptă cu challangerul obligatoriu Vusi Malinga                                                                                 | McDonnell a fost deposedat de titlu după ce nu a fost de acord cu o luptă cu challangerul obligatoriu Vusi Malinga                                                                                 |
| Stuart Hall l-a învins pe Vusi Malinga         | Decembrie 21, 2013  | Newcastle, Marea Britanie | 1 | 168 |
| Paul Butler                                    | Iunie 7, 2014       | Newcastle, Marea Britanie | 0 | 25 |
| Titlu vacant                                   | Iulie 2, 2014       | Butler eliberat titlu pentru a urca la super flyweight | Butler eliberat titlu pentru a urca la super flyweight | Butler eliberat titlu pentru a urca la super flyweight |
| Randy Caballero def. Stuart Hall               | Octombrie 25, 2014  | Monte Carlo, Monaco | 0 | 391 |
| Titlu deposedat                                | Noiembrie 20, 2015  | Caballero a pierdut titlul după ce nu a făcut greutatea înainte de meciul cu Haskins. IBF a dat titlul lui Haskins, iar lupta a fost anulată                                                       | Caballero a pierdut titlul după ce nu a făcut greutatea înainte de meciul cu Haskins. IBF a dat titlul lui Haskins, iar lupta a fost anulată                                                       | Caballero a pierdut titlul după ce nu a făcut greutatea înainte de meciul cu Haskins. IBF a dat titlul lui Haskins, iar lupta a fost anulată                                                       |
| Lee Haskins                                    | Noiembrie 20, 2015  | Las Vegas, Nevada | 2 | 568 |
| Ryan Burnett                                   | Iunie 10, 2017      | Belfast, Irlanda de Nord | 1 | 247 |
| Titlu vacant                                   | 12 februarie 2018   | Burnett, campionul unificat WBA/IBF, a lăsat vacantă centura după ce a preferat să lupte cu challengerul obligatoriu WBA Yonfrez Parejo în loc de challengerul obligatoriu IBF Emmanuel Rodríguez. | Burnett, campionul unificat WBA/IBF, a lăsat vacantă centura după ce a preferat să lupte cu challengerul obligatoriu WBA Yonfrez Parejo în loc de challengerul obligatoriu IBF Emmanuel Rodríguez. | Burnett, campionul unificat WBA/IBF, a lăsat vacantă centura după ce a preferat să lupte cu challengerul obligatoriu WBA Yonfrez Parejo în loc de challengerul obligatoriu IBF Emmanuel Rodríguez. |
| Emmanuel Rodríguez l-a învins pe Paul Butler   | 5 mai 2018          | Londra, Marea Britanie | 0 | 2516 |

## Categoria junior cocoș
| Nume                                              | Data                | Locație | Apărări | Zile |
| ------------------------------------------------- | ------------------- | --- | --- | --- |
| Ju-Do Chun l-a învins pe Ken Kasugai              | Decembrie 10, 1983  | Osaka, Japonia | 5 | 510 |
| Ellyas Pical                                      | Mai 3, 1985         | Jakarta, Indonezia | 2 | 288 |
| Cesar Polanco                                     | Februarie 15, 1986  | Jakarta, Indonezia | 0 | 140 |
| Ellyas Pical (2)                                  | Iulie 5, 1986       | Jakarta, Indonezia | 1 | 388 |
| Titlu vacant                                      | Februarie 28, 1987  | Pical, care a deținut și titlul WBA, a fost deposedat de titlul IBF după pierderea titlului WBA de către TKO la Khaosai Galaxy din Jakarta, Indonezia. Singura lui apărare reușită a fost împotriva lui Dong Chun Lee pe 3 decembrie 1986, în Jakarta. | Pical, care a deținut și titlul WBA, a fost deposedat de titlul IBF după pierderea titlului WBA de către TKO la Khaosai Galaxy din Jakarta, Indonezia. Singura lui apărare reușită a fost împotriva lui Dong Chun Lee pe 3 decembrie 1986, în Jakarta. | Pical, care a deținut și titlul WBA, a fost deposedat de titlul IBF după pierderea titlului WBA de către TKO la Khaosai Galaxy din Jakarta, Indonezia. Singura lui apărare reușită a fost împotriva lui Dong Chun Lee pe 3 decembrie 1986, în Jakarta. |
| Tae-Il Chang l-a învins pe Soon Chun Kwon         | Mai 17, 1987        | Busan, Coreea de Sud | 0 | 153 |
| Ellyas Pical (3)                                  | Octombrie 17, 1987  | Jakarta, Indonezia | 3 | 728 |
| Juan Polo Perez                                   | Octombrie 14, 1989  | Roanoke, Virginia | 0 | 186 |
| Robert Quiroga                                    | Aprilie 21, 1990    | Sunderland, Marea Britanie | 5 | 1001 |
| Julio César Borboa                                | Ianuarie 16, 1993   | San Antonio, Texas | 5 | 590 |
| Harold Grey                                       | 29 august 1994      | Inglewood, California | 3 | 404 |
| Carlos Gabriel Salazar                            | Octombrie 7, 1995   | Mar del Plata, Argentina | 1 | 203 |
| Harold Grey (2)                                   | Aprilie 27, 1996    | Cartagena, Columbia | 0 | 119 |
| Danny Romero                                      | 24 august 1996      | Albuquerque, New Mexico | | 328 |
| Johnny Tapia                                      | Iulie 18, 1997      | Las Vegas, Nevada | 2 | 166 |
| Titlu vacant                                      | 1998–1999           | Titlul a fost eliberat când Tapia a urcat la categoria Bantamweight. Ultima lui apărare reușită a fost împotriva lui Rodolfo Blanco pe 13 februarie 1998 în Albuquerque, New Mexico.                                                                   | Titlul a fost eliberat când Tapia a urcat la categoria Bantamweight. Ultima lui apărare reușită a fost împotriva lui Rodolfo Blanco pe 13 februarie 1998 în Albuquerque, New Mexico.                                                                   | Titlul a fost eliberat când Tapia a urcat la categoria Bantamweight. Ultima lui apărare reușită a fost împotriva lui Rodolfo Blanco pe 13 februarie 1998 în Albuquerque, New Mexico.                                                                   |
| Mark Johnson l-a învins pe Ratanachai Sor Vorapin | Aprilie 24, 1999    | Washington, D.C. | 2 | 251 |
| Titlu vacant                                      | 1999–2000           | Ultima apărare a lui Johnson a fost un no contest împotriva lui Raul Juarez, pe 19 noiembrie 1999, în Washington, D.C. | Ultima apărare a lui Johnson a fost un no contest împotriva lui Raul Juarez, pe 19 noiembrie 1999, în Washington, D.C. | Ultima apărare a lui Johnson a fost un no contest împotriva lui Raul Juarez, pe 19 noiembrie 1999, în Washington, D.C. |
| Felix Machado l-a învins pe Julio Gamboa          | Iulie 22, 2000      | Miami, Florida | 3 | 1046 |
| Luis Alberto Pérez                                | Ianuarie 4, 2003    | Washington, D.C. (title vacated) | 3 | 1368 |
| Titlu vacant                                      | Noiembrie 3, 2006   | Titlu deposedat din cauza lipsei de greutate pentru o apărare. | Titlu deposedat din cauza lipsei de greutate pentru o apărare. | Titlu deposedat din cauza lipsei de greutate pentru o apărare. |
| Dimitri Kirilov l-a învins pe José Navarro        | Octombrie 13, 2007  | Moscova, Rusia | 1 | 294 |
| Vic Darchinyan                                    | 2 august 2008       | Tacoma, Washington | 2 | 151 |
| Titlu vacant                                      | 2009                | Darchinyan a eliberat titlul pentru a urca în categorie și a lupta cu Joseph Agbeko. | Darchinyan a eliberat titlul pentru a urca în categorie și a lupta cu Joseph Agbeko. | Darchinyan a eliberat titlul pentru a urca în categorie și a lupta cu Joseph Agbeko. |
| Simphiwe Nongqayi l-a învins pe Jorge Arce        | Septembrie 15, 2009 | Cancún, Mexic | 1 | 332 |
| Juan Alberto Rosas                                | Iulie 31, 2010      | Tepic, Mexic | 0 | 132 |
| Cristian Mijares                                  | Decembrie 11, 2010  | Torreon, Coahuila, Mexic | 2 | 20 |
| Titlu vacant                                      | 2011                | Mijares a eliberat titlul în 2012, pentru a concura în clase de greutate mai mari. Singura lui apărare a fost împotriva lui Carlos Rueda, la 14 mai 2011, la Victoria de Durango, Mexic                                                                | Mijares a eliberat titlul în 2012, pentru a concura în clase de greutate mai mari. Singura lui apărare a fost împotriva lui Carlos Rueda, la 14 mai 2011, la Victoria de Durango, Mexic                                                                | Mijares a eliberat titlul în 2012, pentru a concura în clase de greutate mai mari. Singura lui apărare a fost împotriva lui Carlos Rueda, la 14 mai 2011, la Victoria de Durango, Mexic                                                                |
| Rodrigo Guerrero                                  | Octombrie 8, 2011   | Tijuana, Mexic | 0 | 126 |
| Juan Carlos Sánchez Jr.                           | Februarie 11, 2012  | Los Mochis, Sinaloa, Mexic | 2 | 483 |
| Titlu vacant                                      | Iunie 8, 2013       | Sánchez a fost deposedat de titlu după ce nu a reușit să făcă greutatea pentru lupta împotriva lui Roberto Domingo Sosa. Ultima apărare a fost împotriva lui Rodel Mayol la 22 septembrie 2012 în Los Mochis, Mexic                                    | Sánchez a fost deposedat de titlu după ce nu a reușit să făcă greutatea pentru lupta împotriva lui Roberto Domingo Sosa. Ultima apărare a fost împotriva lui Rodel Mayol la 22 septembrie 2012 în Los Mochis, Mexic                                    | Sánchez a fost deposedat de titlu după ce nu a reușit să făcă greutatea pentru lupta împotriva lui Roberto Domingo Sosa. Ultima apărare a fost împotriva lui Rodel Mayol la 22 septembrie 2012 în Los Mochis, Mexic                                    |
| Daiki Kameda l-a învins pe Rodrigo Guerrero       | Septembrie 3, 2013  | Takamatsu, Japonia | 0 | 197 |
| Titlu vacant                                      | Martie 19, 2014     | Kameda și-a pierdut apărarea împotriva lui Liborio Solís, deși a rămas cu titlul de Solis a fost supraponderal. Kameda a eliberat mai târziu titlul citând dificultăți de a continua să facă greutatea.                                                | Kameda și-a pierdut apărarea împotriva lui Liborio Solís, deși a rămas cu titlul de Solis a fost supraponderal. Kameda a eliberat mai târziu titlul citând dificultăți de a continua să facă greutatea.                                                | Kameda și-a pierdut apărarea împotriva lui Liborio Solís, deși a rămas cu titlul de Solis a fost supraponderal. Kameda a eliberat mai târziu titlul citând dificultăți de a continua să facă greutatea.                                                |
| Zolani Tete l-a învins pe Teiru Kinoshita         | Iulie 18, 2014      | Kobe, Japonia | 1 | 319 |
| Titlu vacant                                      | Iunie 2, 2015       | Tete a fost eliberat după ce a fost oferit doar 25.000 USD pentru o apărare obligatorie împotriva lui McJoe Arroyo | Tete a fost eliberat după ce a fost oferit doar 25.000 USD pentru o apărare obligatorie împotriva lui McJoe Arroyo | Tete a fost eliberat după ce a fost oferit doar 25.000 USD pentru o apărare obligatorie împotriva lui McJoe Arroyo |
| McJoe Arroyo l-a învins pe Arthur Villanueva      | Iunie 18, 2015      | El Paso, Statele Unite | 0 | 413 |
| Jerwin Ancajas campion actual                     | Septembrie 3, 2016  | Taguig City, Filipine | 5 | 3125 |

## Categoria muscă
| Nume                                              | Data               | Locație | Apărări | Zile |
| ------------------------------------------------- | ------------------ | --- | --- | --- |
| Soon-Chun Kwon l-a învins pe Rene Busayong        | Decembrie 24, 1983 | Seoul, Coreea de Sud | 7 | 735 |
| Jong-Kwan Chung                                   | Decembrie 20, 1985 | Busan, Coreea de Sud | 0 | 128 |
| Bi-Won Chung                                      | Aprilie 27, 1986   | Busan, Coreea de Sud | 0 | 97 |
| Hi-Sup Shin                                       | 2 august 1986      | Inchon, Coreea de Sud | 1 | 301 |
| Dodie Boy Penalosa                                | Februarie 22, 1987 | Inchon, Coreea de Sud | 0 | 195 |
| Chang-Ho Choi                                     | Septembrie 5, 1987 | Manila, Filipine | 0 | 133 |
| Rolando Bohol                                     | Ianuarie 16, 1988  | Manila, Filipine | 1 | 263 |
| Duke McKenzie                                     | Octombrie 5, 1988  | Londra, Marea Britanie | 1 | 243 |
| Dave McAuley                                      | Iunie 7, 1989      | Londra, Marea Britanie | 5 | 1100 |
| Rodolfo Blanco                                    | Iunie 11, 1992     | Bilbao, Spania | 0 | 171 |
| Pichit Sitbangprachan                             | Noiembrie 29, 1992 | Samut Prakan, Tailanda | 5 | 730 |
| Titlu vacant                                      | Noiembrie 25, 1994 | Sitbangprachan sa retras. Ultima lui apărare reușită a fost împotriva lui Jose Luis Zepeda pe data de 8 mai 1994 în Thailanda, Ratchaburi | Sitbangprachan sa retras. Ultima lui apărare reușită a fost împotriva lui Jose Luis Zepeda pe data de 8 mai 1994 în Thailanda, Ratchaburi | Sitbangprachan sa retras. Ultima lui apărare reușită a fost împotriva lui Jose Luis Zepeda pe data de 8 mai 1994 în Thailanda, Ratchaburi |
| Francisco Tejedor l-a învins pe Jose Luis Zepeda  | Februarie 18, 1995 | Cartagena, Columbia | 0 | 63 |
| Danny Romero                                      | Aprilie 22, 1995   | Las Vegas, Nevada | 1 | 619 |
| Titlu vacant                                      | 1996               | Romero a urcat la categoria super flyweight. Ultima lui apărare reușită a fost împotriva lui Miguel Martínez pe 29 iulie 1995 în San Antonio, Texas | Romero a urcat la categoria super flyweight. Ultima lui apărare reușită a fost împotriva lui Miguel Martínez pe 29 iulie 1995 în San Antonio, Texas | Romero a urcat la categoria super flyweight. Ultima lui apărare reușită a fost împotriva lui Miguel Martínez pe 29 iulie 1995 în San Antonio, Texas |
| Mark Johnson l-a învins pe Francisco Tejedor      | Mai 4, 1996        | Anaheim, California | 7 | 606 |
| Titlu vacant                                      | 1998–1999          | Johnson a plecat pentru a lupta pentru titlul super flyweight. Ultima apărare reușită a lui Johnson a fost împotriva lui José Laureano pe 4 septembrie 1998 în Atlantic City, New Jersey.                                                              | Johnson a plecat pentru a lupta pentru titlul super flyweight. Ultima apărare reușită a lui Johnson a fost împotriva lui José Laureano pe 4 septembrie 1998 în Atlantic City, New Jersey.                                                              | Johnson a plecat pentru a lupta pentru titlul super flyweight. Ultima apărare reușită a lui Johnson a fost împotriva lui José Laureano pe 4 septembrie 1998 în Atlantic City, New Jersey.                                                              |
| Irene Pacheco l-a învins pe Luis Cox Coronado     | Aprilie 10, 1999   | Barranquilla, Columbia | 6 | 2077 |
| Vic Darchinyan                                    | Decembrie 16, 2004 | Hollywood, Florida | 5 | 933 |
| Nonito Donaire                                    | Iulie 7, 2007      | Bridgeport, Connecticut | 3 | 725 |
| Titlu vacant                                      | Iulie 1, 2009      | Donaire a eliberat titlul datorită dorinței de a avansa în greutate. Ultima sa apărare a fost împotriva lui Raúl Martínez pe 19 aprilie 2009 în Quezon City, Filipine                                                                                  | Donaire a eliberat titlul datorită dorinței de a avansa în greutate. Ultima sa apărare a fost împotriva lui Raúl Martínez pe 19 aprilie 2009 în Quezon City, Filipine                                                                                  | Donaire a eliberat titlul datorită dorinței de a avansa în greutate. Ultima sa apărare a fost împotriva lui Raúl Martínez pe 19 aprilie 2009 în Quezon City, Filipine                                                                                  |
| Moruti Mthalane l-a învins pe Julio César Miranda | Noiembrie 20, 2009 | Johannesburg, Africa de Sud | 4 | 725 |
| Titlu vacant                                      | Ianuarie 13, 2014  | Mthalane a fost eliberat pentru a lupta pentru o pungă mai mare în KwaZulu-Natal, decât pentru o pungă mai mică împotriva lui Amnat Ruenroeng în Thailanda. Ultima lui apărare a fost împotriva lui Ricardo Núñez la 1 septembrie 2012 la Panama City. | Mthalane a fost eliberat pentru a lupta pentru o pungă mai mare în KwaZulu-Natal, decât pentru o pungă mai mică împotriva lui Amnat Ruenroeng în Thailanda. Ultima lui apărare a fost împotriva lui Ricardo Núñez la 1 septembrie 2012 la Panama City. | Mthalane a fost eliberat pentru a lupta pentru o pungă mai mare în KwaZulu-Natal, decât pentru o pungă mai mică împotriva lui Amnat Ruenroeng în Thailanda. Ultima lui apărare a fost împotriva lui Ricardo Núñez la 1 septembrie 2012 la Panama City. |
| Amnat Ruenroeng def. Rocky Fuentes                | Ianuarie 22, 2014  | Nakhon Ratchasima, Thailanda | 5 | 857 |
| John Riel Casimero                                | Mai 28, 2016       | Beijing, China | 1 | 3223 |
| Titlu vacant                                      | Decembrie 20, 2016 | Casimero a eliberat titlul pentru a urca la super flyweight | Casimero a eliberat titlul pentru a urca la super flyweight | Casimero a eliberat titlul pentru a urca la super flyweight |
| Donnie Nietes l-a învins Komgrich Nantapech       | Aprilie 29, 2017   | Cebu City, Filipine | 1 | 347 |
| Titlu vacant                                      | 11 aprilie 2018    | Nietes a lăsat vacantă centura pentru a urca de categorie. | Nietes a lăsat vacantă centura pentru a urca de categorie. | Nietes a lăsat vacantă centura pentru a urca de categorie. |

## Categoria junior muscă
| Nume                                               | Data                | Locație | Apărări | Zile |
| -------------------------------------------------- | ------------------- | --- | --- | --- |
| Dodie Boy Penalosa l-a învins pe Satoshi Shingaki  | Decembrie 10, 1983  | Osaka, Japonia | 3 | 1056 |
| Titlu vacant                                       | Octombrie 1986      | Penalosa a eliberat titlul pentru a se deplasa până la divizia Flyweight. Ultima sa apărare reușită a fost împotriva lui Yani Dokolamo pe 12 octombrie 1985 în Jakarta, Indonezia.                                                  | Penalosa a eliberat titlul pentru a se deplasa până la divizia Flyweight. Ultima sa apărare reușită a fost împotriva lui Yani Dokolamo pe 12 octombrie 1985 în Jakarta, Indonezia.                                                  | Penalosa a eliberat titlul pentru a se deplasa până la divizia Flyweight. Ultima sa apărare reușită a fost împotriva lui Yani Dokolamo pe 12 octombrie 1985 în Jakarta, Indonezia.                                                  |
| Jum-Hwan Choi l-a învins pe Cho-Woon Park          | Decembrie 7, 1986   | Busan, Coreea de Sud | 3 | 698 |
| Tacy Macalos                                       | Noiembrie 4, 1988   | Quezon City, Filipine | 0 | 179 |
| Muangchai Kittikasem                               | Mai 2, 1989         | Bangkok, Thailanda | 3 | 489 |
| Michael Carbajal                                   | Iulie 29, 1990      | Phoenix, Arizona | 9 | 1301 |
| Humberto González                                  | Februarie 19, 1994  | Inglewood, California | 3 | 511 |
| Saman Sorjaturong                                  | Iulie 15, 1995      | Inglewood, California | 1 | 138 |
| Titlu vacant                                       | Noiembrie 1995      | Sorjaturong a eliberat titlul după ce la învins pe Yuichi Hosono în Ratchaburi, Thailanda pe 12 noiembrie 1995. | Sorjaturong a eliberat titlul după ce la învins pe Yuichi Hosono în Ratchaburi, Thailanda pe 12 noiembrie 1995. | Sorjaturong a eliberat titlul după ce la învins pe Yuichi Hosono în Ratchaburi, Thailanda pe 12 noiembrie 1995. |
| Michael Carbajal (2) l-a învins Melchor Cob Castro | Martie 16, 1996     | Las Vegas, Nevada | 2 | 308 |
| Mauricio Pastrana                                  | Ianuarie 18, 1997   | Las Vegas, Nevada | 3 | 467 |
| Title vacated                                      | Aprilie 30, 1998    | | | |
| Will Grigsby l-a învins pe Ratanapol Sor Vorapin   | Decembrie 18, 1998  | Fort Lauderdale, Florida | 1 | 288 |
| Ricardo López                                      | Octombrie 2, 1999   | Las Vegas, Nevada | 3 | 1153 |
| Titlu vacant                                       | Noiembrie 28, 2002  | Lopez sa retras ca campion în Mexico City, Mexic. Ultima lui apărare reușită a fost împotriva lui Zolani Petelo pe 29 septembrie 2001 în New York City, New York.                                                                   | Lopez sa retras ca campion în Mexico City, Mexic. Ultima lui apărare reușită a fost împotriva lui Zolani Petelo pe 29 septembrie 2001 în New York City, New York.                                                                   | Lopez sa retras ca campion în Mexico City, Mexic. Ultima lui apărare reușită a fost împotriva lui Zolani Petelo pe 29 septembrie 2001 în New York City, New York.                                                                   |
| Victor Burgos l-a învins pe Alex Sánchez           | Februarie 15, 2003  | Las Vegas, Nevada | 2 | 819 |
| Will Grigsby (2)                                   | Mai 14, 2005        | Las Vegas, Nevada | 0 | 238 |
| Ulises Solís                                       | Ianuarie 7, 2006    | New York City, New York | 9 | 1198 |
| Brian Viloria                                      | Aprilie 19, 2009    | Manila, Filipine | 1 | 279 |
| Carlos Tamara                                      | Ianuarie 23, 2010   | Manila, Filipine | 0 | 126 |
| Luis Alberto Lazarte                               | Mai 29, 2010        | Buenos Aires, Argentina | 2 | 336 |
| Ulises Solis                                       | Aprilie 30, 2011    | Mar del Plata, Argentina | 1 | 446 |
| Titlu deposedat                                    | Iulie 19, 2012      | Solis a fost deposedat de titlu din cauza inactivității. Singura lui apărare a fost pe 28 august 2011 în Guadalajara împotriva lui Jether Oliva                                                                                     | Solis a fost deposedat de titlu din cauza inactivității. Singura lui apărare a fost pe 28 august 2011 în Guadalajara împotriva lui Jether Oliva                                                                                     | Solis a fost deposedat de titlu din cauza inactivității. Singura lui apărare a fost pe 28 august 2011 în Guadalajara împotriva lui Jether Oliva                                                                                     |
| John Riel Casimero interim champ promoted          | Iulie 19, 2012      | N/A | 4 | 652 |
| Titlu deposedat                                    | Mai 2, 2014         | Casimero a fost deposedat de titlu după ce nu a reușit să facă greutatea pentru lupta împotriva lui Mauricio Fuentes. Ultima lui apărare reușită a fost împotriva lui Felipe Salguero pe 26 octombrie 2013 în Makati City, Filipine | Casimero a fost deposedat de titlu după ce nu a reușit să facă greutatea pentru lupta împotriva lui Mauricio Fuentes. Ultima lui apărare reușită a fost împotriva lui Felipe Salguero pe 26 octombrie 2013 în Makati City, Filipine | Casimero a fost deposedat de titlu după ce nu a reușit să facă greutatea pentru lupta împotriva lui Mauricio Fuentes. Ultima lui apărare reușită a fost împotriva lui Felipe Salguero pe 26 octombrie 2013 în Makati City, Filipine |
| Javier Mendoza l-a învins pe Ramón García Hirales  | Septembrie 20, 2014 | Tijuana, Mexic | 1 | 465 |
| Akira Yaegashi                                     | Decembrie 29, 2015  | Tokyo, Japonia | 2 | 509 |
| Milan Melindo                                      | 21 mai 2017         | Tokyo, Japonia | 1 | 224 |
| Ryoichi Taguchi                                    | 31 decembrie 2017   | Tokyo, Japonia | 0 | 140 |
| Hekkie Budler                                      | 20 mai 2018         | Tokyo, Japonia | 0 | 2501 |

## Categoria pai
| Nume                                            | Data                | Locație | Apărări | Zile |
| ----------------------------------------------- | ------------------- | --- | --- | --- |
| Kyung-Yung Lee l-a învins pe Masaharu Kawakami  | Iunie 14, 1987      | Changnyeong County, Coreea de Sud | 0 | 200 |
| Titlu vacant                                    | Decembrie 1987      | Lee a abandonat titlul pentru a se concentra asupra câștigării campionatului WBC de minimă greutate.                                                                      | Lee a abandonat titlul pentru a se concentra asupra câștigării campionatului WBC de minimă greutate.                                                                      | Lee a abandonat titlul pentru a se concentra asupra câștigării campionatului WBC de minimă greutate.                                                                      |
| Samuth Sithnaruepol l-a învins pe Domingo Lucas | Martie 24, 1988     | Bangkok, Thailanda | 2 | 450 |
| Nico Thomas                                     | Iunie 17, 1989      | Jakarta, Indonezia | 0 | 96 |
| Algerico Chávez                                 | Septembrie 21, 1989 | Jakarta, Indonezia | 0 | 154 |
| Fahlan Sakkreerin                               | Februarie 22, 1990  | Bangkok, Thailanda | 7 | 927 |
| Manny Melchor                                   | Septembrie 6, 1992  | Samut Prakan, Thailanda | 0 | 95 |
| Ratanapol Sor Vorapin                           | Decembrie 10, 1992  | Bangkok, Thailanda | 19 | 1843 |
| Zolani Petelo                                   | Decembrie 27, 1997  | Songkhla, Thailanda | 5 | 734 |
| Titlu vacant                                    | 2000–2001           | Petelo a eliberat titlul pentru a urca la categoria Light Flyweight. Ultima sa apărare reușită a fost împotriva lui Brad Leahy pe 2 iunie 2000, în Ashford, Regatul Unit. | Petelo a eliberat titlul pentru a urca la categoria Light Flyweight. Ultima sa apărare reușită a fost împotriva lui Brad Leahy pe 2 iunie 2000, în Ashford, Regatul Unit. | Petelo a eliberat titlul pentru a urca la categoria Light Flyweight. Ultima sa apărare reușită a fost împotriva lui Brad Leahy pe 2 iunie 2000, în Ashford, Regatul Unit. |
| Roberto Carlos Leyva l-a învins pe Daniel Reyes | Aprilie 29, 2001    | Queens, New York | 1 | 467 |
| Miguel Barrera                                  | 9 august 2002       | Las Vegas, Nevada | 1 | 295 |
| Edgar Cardenas                                  | Mai 31, 2003        | Tijuana, Mexic | 0 | 126 |
| Daniel Reyes                                    | Octombrie 4, 2003   | Los Angeles, California | 1 | 346 |
| Muhammad Rachman                                | Septembrie 14, 2004 | Jakarta, Indonezia | 3 | 1026 |
| Florante Condes                                 | Iulie 7, 2007       | Jakarta, Indonezia | 0 | 343 |
| Raúl García                                     | Iune 14, 2008       | La Paz, Mexic | 4 | 650 |
| Nkosinathi Joyi                                 | Martie 26, 2010     | East London, Africa de Sud | 1 | 890 |
| Mario Rodríguez                                 | Septembrie 1, 2012  | Guasave, Mexic | 0 | 210 |
| Katsunari Takayama                              | Martie 30, 2013     | Guasave, Mexic | 2 | 497 |
| Francisco Rodríguez Jr.                         | 9 august 2014       | Monterrey, Nuevo León, Mexic | 0 | 61 |
| Titlu vacant                                    | Octombrie 9, 2014   | Rodríguez a eliberat titlul pentru a urca la categoria flyweight. | Rodríguez a eliberat titlul pentru a urca la categoria flyweight. | Rodríguez a eliberat titlul pentru a urca la categoria flyweight. |
| Katsunari Takayama (2) l-a învins pe Go Odaira  | Decembrie 31, 2014  | Osaka, Japonia | 2 | 365 |
| Jose Argumedo                                   | 31 decembrie 2015   | Osaka, Japonia | 3 | 570 |
| Hiroto Kyoguchi current champion                | Iulie 23, 2017      | Tokyo, Japonia | 2 | 2802 |